# 1923
1923 (MCMXXIII) byl rok, který dle gregoriánského kalendáře započal pondělím.

## Události

### Československo
- 5. ledna – Atentát na ministra financí Aloise Rašína (podlehl mu 18. února)
- 2.–5. února – I. sjezd Komunistické strany Československa
- 7. březen – hlasování v poslanecké sněmovně o zákonu na ochranu republiky. Zákon byl přijat, proti hlasovaly vesměs strany národnostních menšin, KSČ a 4 poslanci Československé socialistické strany, kteří kvůli tomu byli vzápětí ze strany vyloučeni.
- 29. březen – Rozhlasový vysílač ve Kbelích vysílal první koncert.
- 18. května bylo v Československu zahájeno pravidelné rozhlasové vysílání. Jeho provozovatelem byla společnost Radiojournal. Československo se tak po Velké Británii (BBC) stalo druhou zemí v Evropě s pravidelným rozhlasovým programem.
- V Československu začíná hospodářská konjunktura
- 6. října – založení Československých státních aerolinií (ČSA)

### Svět
- 3. března – V USA poprvé vyšel týdeník Time.
- 20. dubna – Ve Výmarské republice začal vycházet silně antisemitský týdeník Der Stürmer vydávaný Juliem Streicherem.
- 9. června – V Bulharsku armáda při státním převratu zatkla premiéra Aleksandara Stambolijského a pár dní na to popravila.
- 24. července – Lausannská smlouva, která navazovala na Sèvreskou smlouvu, potvrdila územní rozsah Turecka po první světové válce.
- 2. srpna – Na zástavu srdce zemřel americký prezident Warren G. Harding a ve funkci jej nahradil dosavadní viceprezident Calvin Coolidge.
- 1. září – Japonsko postihlo zemětřesení, při němž zahynulo okolo 142 000 lidí.
- 13. září – Generál Miguel Primo de Rivera provedl ve Španělsku vojenský převrat.
- 23. září – Etiopie se stala členem Společnosti národů.
- 21. října – V rakouských parlamentních volbách zvítězila Křesťansko-sociální strana dosavadního kancléře Ignaze Seipela.
- 26. října – Parlament v Persii zvolil premiérem Rezá Chána, pozdějšího íránského šáha Rezá Šáh Pahlaví.
- 29. října – Mustafa Kemal Atatürk vyhlásil Tureckou republiku s hlavním městem Ankarou. Osmanská říše po více než 600 letech zanikla.
- 9. listopadu – Adolf Hitler se v Mnichově neúspěšně pokusil o puč (Pivní puč). Později zatčen a odsouzen, ve vězení píše Mein Kampf.
- Řecko zavedlo gregoriánský kalendář.
- Standardizována Beaufortova stupnice
- Náhorní Karabach a Nachičevan byly připojeny k Ázerbájdžánu
- založeno Interhelpo – průmyslové dělnické družstvo

## Vědy a umění
- 10. října – Leoš Janáček dokončil 3. dějství opery Příhody lišky Bystroušky
- 13. listopadu – Břetislav Bakala, žák Leoše Janáčka, dokončil klavírní výtah Janáčkovy opery Příhody lišky Bystroušky, kterým ho pověřil Leoš Janáček
- 23. listopadu
  - Ethel Leginska je první žena, která složila operu a sama si ji oddirigovala. Opera Gale měla premiéru v Chicago City Opera Company
  - Cecil B. DeMille představil první verzi němého filmu Desatero přikázání (The Ten Commandments) v USA
- V Roquepertuse byla nalezena soška Herma keltského původu.
- Objeven chemický prvek hafnium.
- německé chemické závody Leunawerke zahajují ve velkém výrobu syntetického benzínu hydrogenací
- V Sovětském svazu konstruuje M. Bonč-Brujevič elektronky o výkonu 30 kW a v roce 1925 až 100 kW
- První návrh čistě elektronické televize. Vladimir Zvorykin navrhl elektronickou snímací kameru a obrazovku.

### Knihy
- Chalíl Džibrán – Prorok
- Karel Čapek – Italské listy
- Herbert George Wells – Lidé jako bozi

## Nobelova cena
- Nobelova cena za fyziku – Robert Andrews Millikan – za měření elektrického elementárního náboje
- Nobelova cena za fyziologii a lékařství – Frederick Banting a John James Rickard Macleod za izolování inzulinu
- Nobelova cena za chemii – Fritz Pregl za objev metody vhodné pro kvantitativní mikroanalýzu organických látek
- Nobelova cena za literaturu – William Butler Yeats
- Nobelova cena za mír – nebyla v tomto roce udělena

## Narození

### Česko

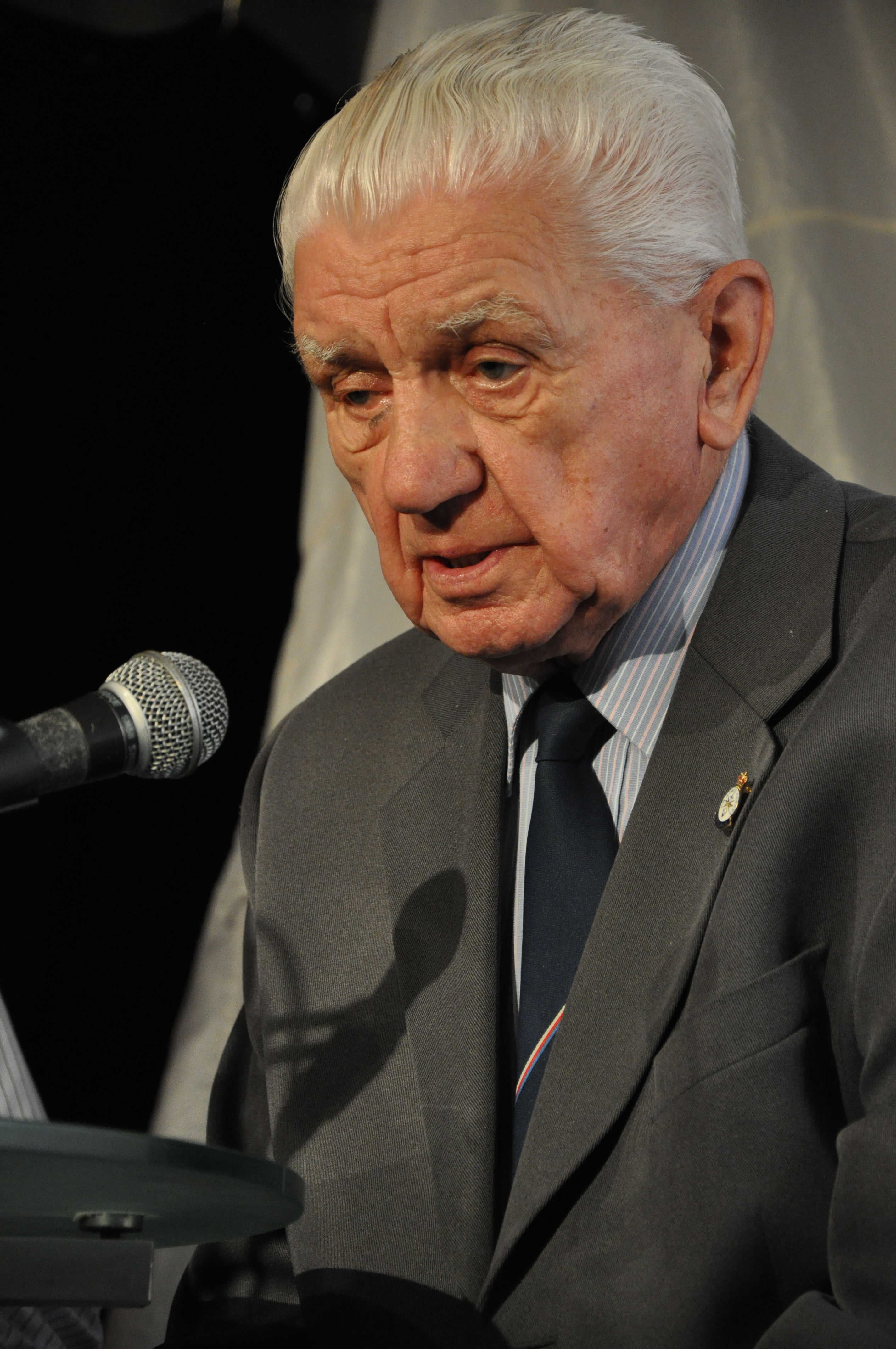
Emil Boček (* 25. února)

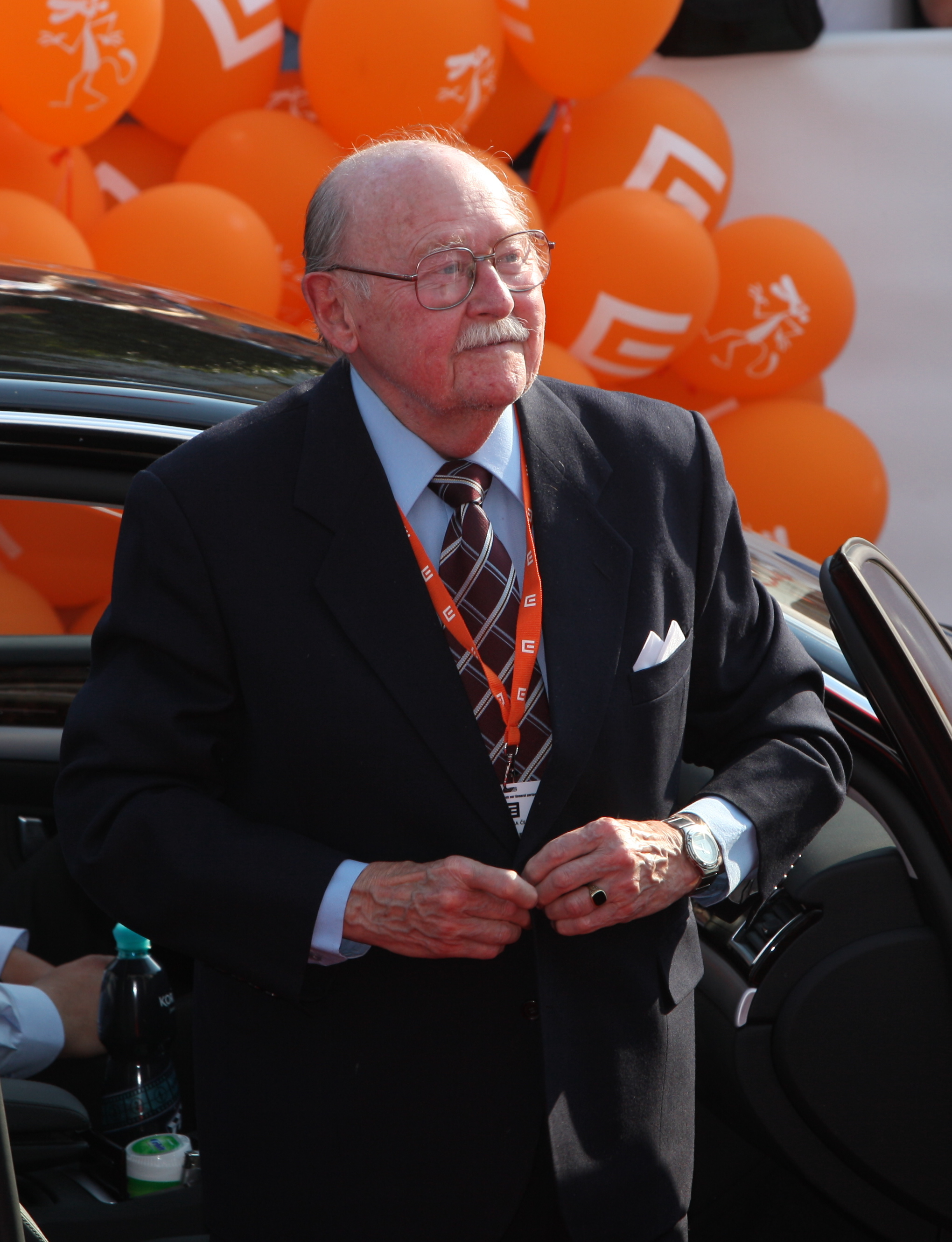
Lubomír Lipský (* 19. dubna)

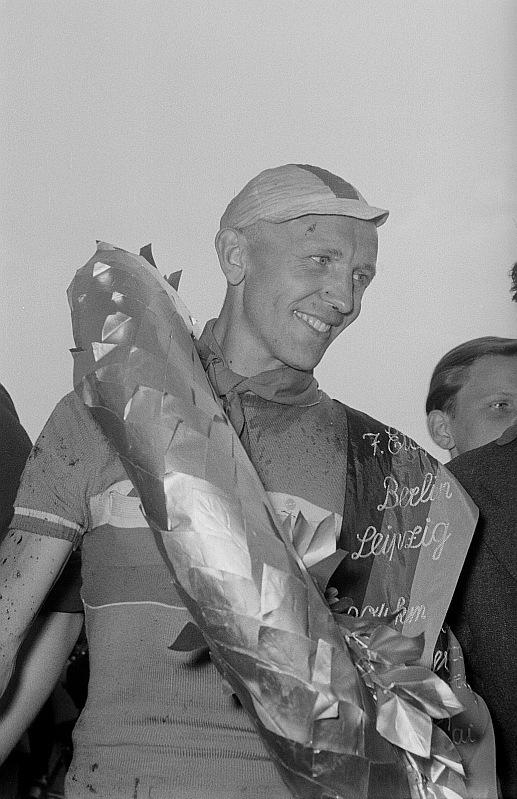
Jan Veselý (* 17. června)

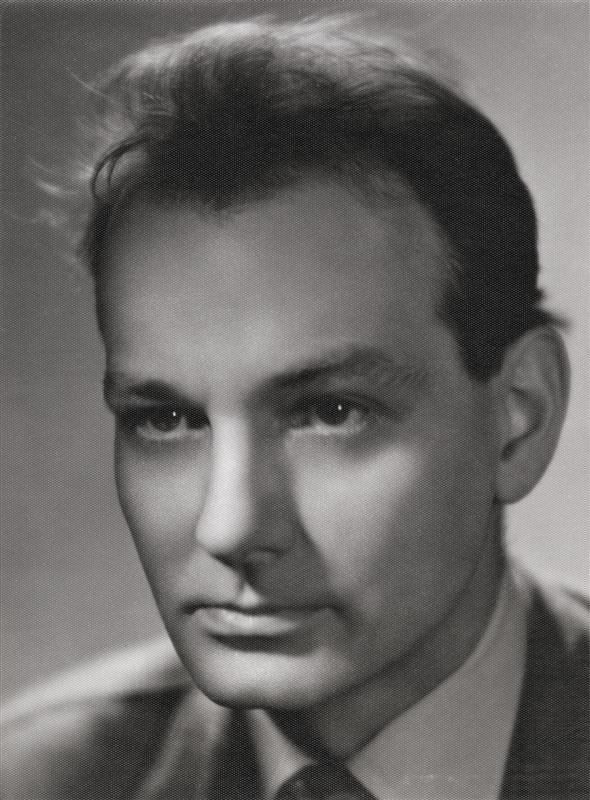
Vladimír Ráž (* 1. července)

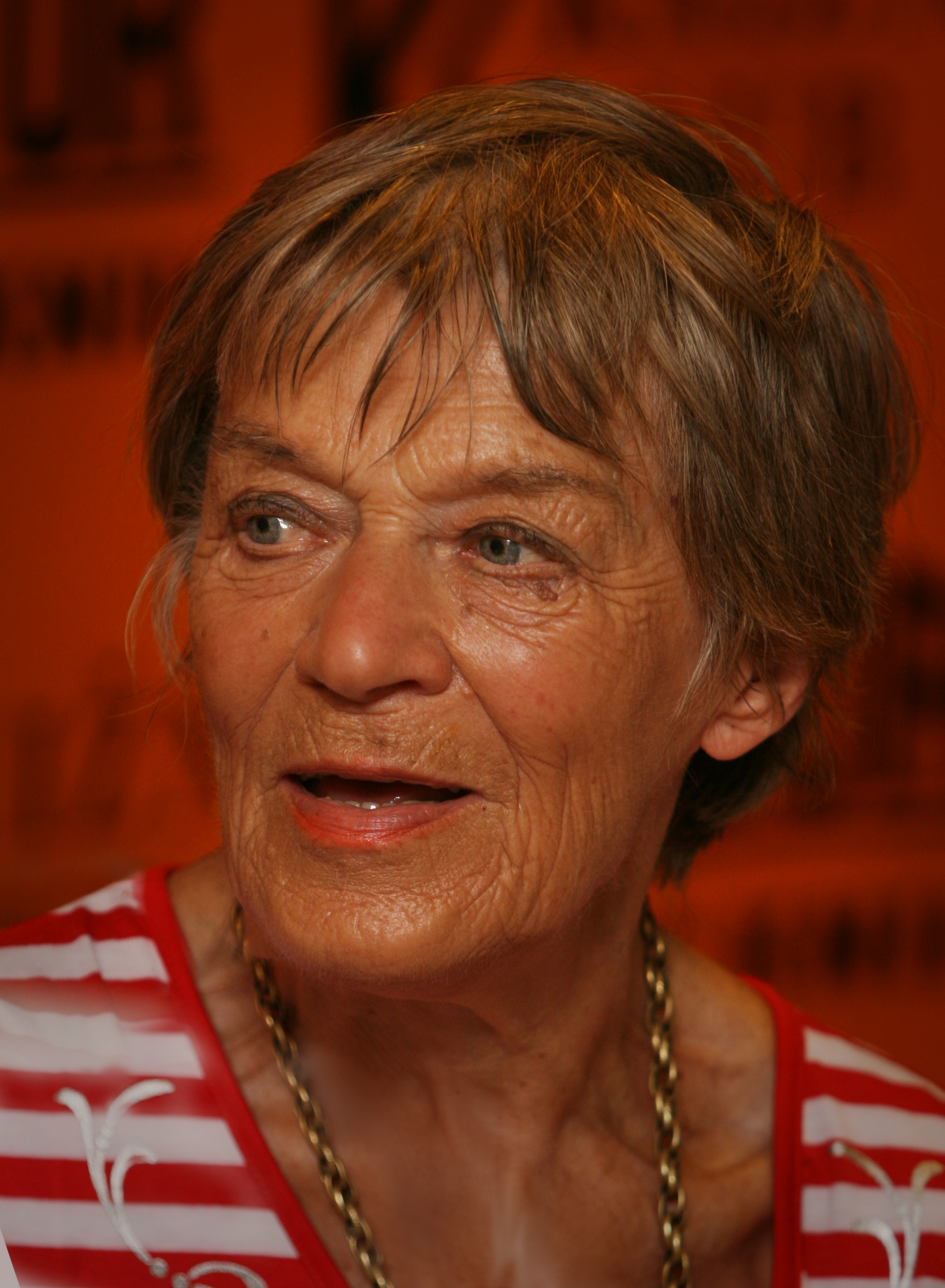
Ljuba Skořepová (* 21. září)

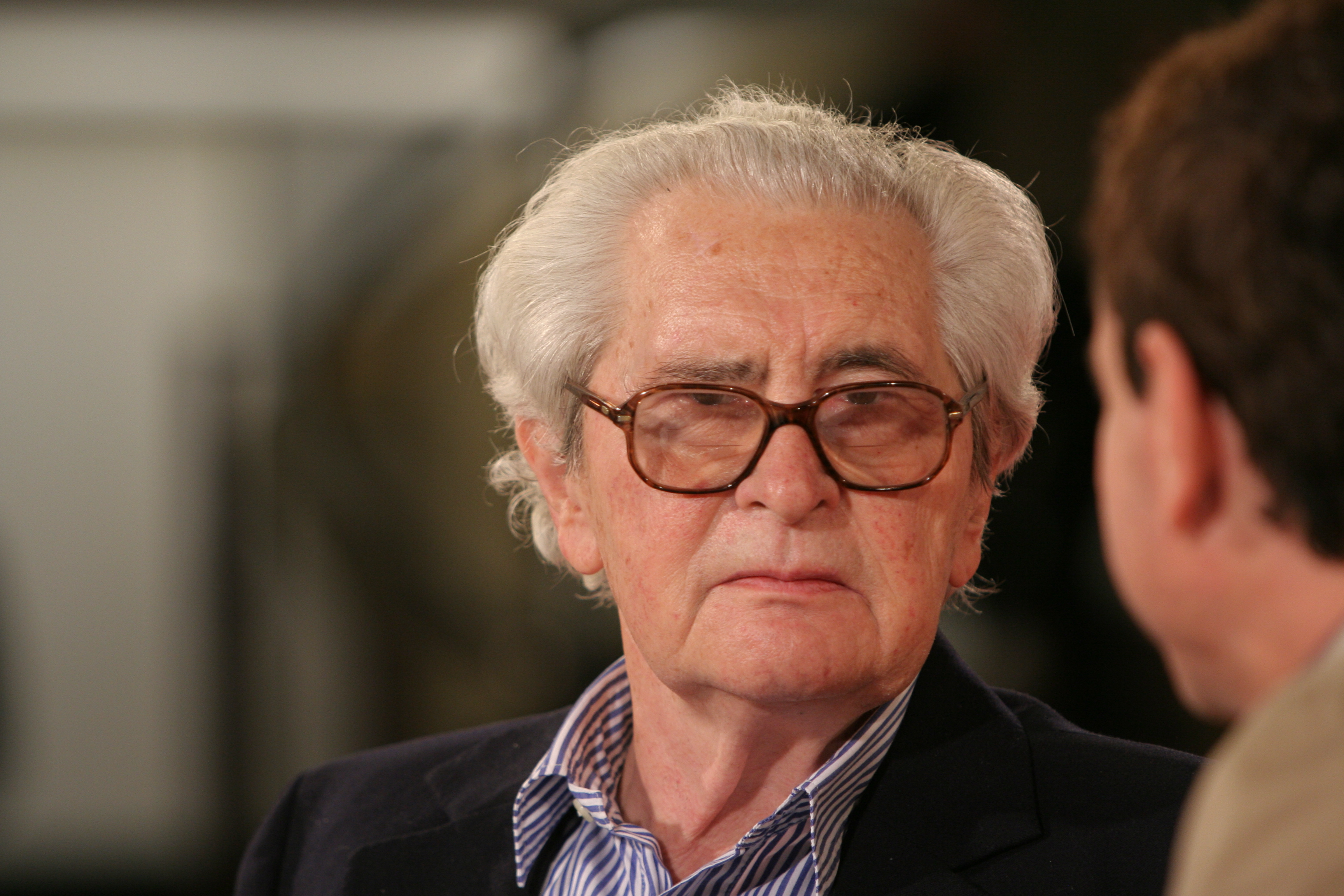
Břetislav Pojar (* 7. října)

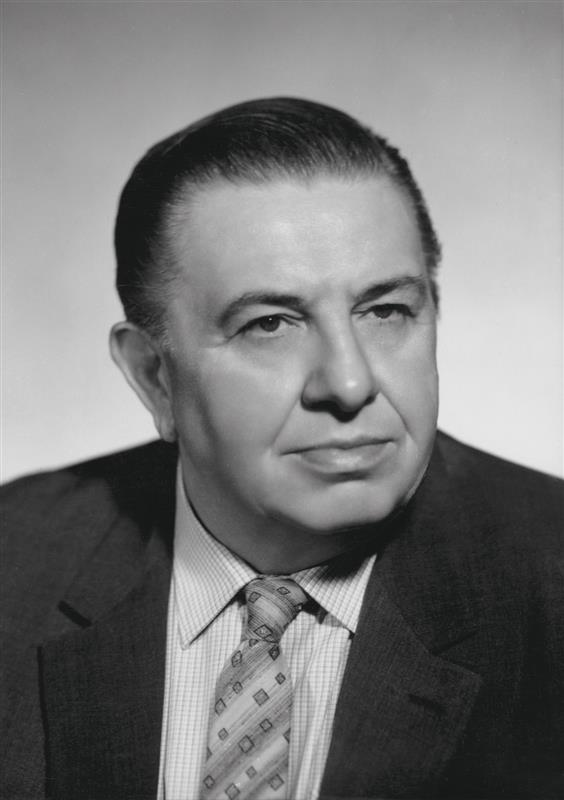
Čestmír Řanda (* 5. prosince)

- 3. ledna – Emanuel Frynta, básník a překladatel († 11. října 1975)
- 4. ledna – Radim Hložánka, kněz a politický vězeň († 27. ledna 2017)
- 7. ledna – Jiří Macelis, československý hokejový reprezentant († 16. dubna 1998)
- 12. ledna – František Vencovský, ekonom († 5. července 2006)
- 14. ledna – František Červinka, historik a publicista († 4. března 1981)
- 15. ledna
  - Josef Kalvoda, profesor dějin a politických věd, publicista († 8. března 1999)
  - Jan Vladislav, básník († 3. března 2009)
  - Svatopluk Mrázek, trenér a funkcionář basketbalu († 5. března 2011)
- 20. ledna – Ilja Bojanovský, kameraman a pedagog († 14. února 2009)
- 21. ledna – Ota Rambousek, spisovatel, účastník odboje proti komunistické diktatuře († 3. června 2010)
- 23. ledna – Amedeo Molnár, teolog, vysokoškolský pedagog a historik († 31. ledna 1990)
- 26. leden – Jaroslav Ježek, průmyslový designér († 23. července 2002)
- 29. ledna – Alexej Pludek, spisovatel a politik († 7. září 2002)
- 30. ledna – Jiřina Petrovická, herečka († 10. října 2008)
- 31. ledna
  - Vladimír Kýn, sochař, výtvarník a ilustrátor († 10. listopadu 2004)
  - Václav Chochola, fotograf († 27. srpna 2005)
- 4. února – Karel Rektorys, matematik († 10. prosince 2004)
- 5. února – Jaroslav Barták, matematik a pedagog († 1986)
- 6. února – Jaroslav Brožek, teoretik v oboru barev, výtvarný pedagog, metodik a malíř († 22. ledna 2019)
- 7. února
  - Jiří Pelikán, novinář, český komunistický a pozdější italský politik († 26. června 1999)
  - Lubor Tokoš, herec († 29. září 2003)
  - Zbyněk Malinský, spisovatel († 7. března 2005)
- 8. února – Věra Petáková, divadelní a filmová herečka († 8. dubna 2004)
- 10. února – Jan Kudrna, ragbista a trenér († 26. června 2003)
- 11. února – František Šrámek, komunistický politik, ministr, místopředseda vlády († 1999)
- 16. února – Jiří David, sprinter († 19. června 1997)
- 18. února
  - Antonín Jedlička, herec († 28. srpna 1993)
  - Zdeněk Podskalský, režisér a herec († 29. října 1993)
- 20. února – Vladimír Venglár, československý fotbalový reprezentant († 5. července 1977)
- 22. února – Josip Kleczek, astronom († 5. ledna 2014)
- 23. února – Lenka Hašková, novinářka, spisovatelka a autorka televizních her († 22. března 2016)
- 25. února – Emil Boček, válečný veterán druhé světové války († 25. března 2023)
- 26. února – Antonín Kachlík, režisér a filmový pedagog († 20. dubna 2022)
- 27. února – Viktor Kalabis, hudební skladatel († 28. září 2006)
- 28. února – Rudolf Pellar, herec, překladatel a zpěvák († 4. září 2010)
- 1. března – Jiří Fried, spisovatel († 13. září 1999)
- 6. března – Sylva Lacinová, sochařka († 20. ledna 2019)
- 7. března – Vladimír Zábrodský, československý hokejový reprezentant († 20. března 2020)
- 8. března – František Čech, flétnista a hudební pedagog († 6. října 1999)
- 9. března – Svatopluk Pitra, grafik, malíř, výtvarník animovaných filmů († 15. července 1993)
- 10. března – Zdenka Bergrová, básnířka a překladatelka († 22. května 2008)
- 13. března
  - Miroslav Sýkora, člen protikomunistického odboje († 1. srpna 1951)
  - Vladimír Lavický, malíř, grafik a básník († 19. prosince 1997)
- 14. března – Jiří Spěváček, historik († 2. června 1996)
- 18. března – Jaromír Zápal, ilustrátor, malíř a spisovatel († 5. prosince 1984)
- 19. března – Miloš Josef Pulec, představitel starokatolické církve, spisovatel († 9. února 1991)
- 23. března – Jaromír Vomáčka, skladatel, klavírista a herec († 7. července 1978)
- 24. března
  - Milan Pavlík, filmový scenárista a dramatik († 15. června 2012)
  - Běla Kolářová, fotografka a výtvarná umělkyně († 12. dubna 2010)
- 25. března – Ladislav Vik, kněz a politický vězeň komunistického režimu († 22. července 2011)
- 26. března – Bohuslav Kučera, čs. ministr spravedlnosti († 11. března 2006)
- 28. března
  - Karel Dospiva, krnovský dirigent a učitel hudby († 12. března 2012)
  - Mojmír Petráň, biofyzik a vynálezce († 13. srpna 2022)
- 29. března – Jan Richter, československý hokejový reprezentant († 25. července 1999)
- 5. dubna – Josef Kutík, spisovatel († 5. listopadu 1987)
- 11. dubna – Jiří Křeček, patofyziolog († 30. ledna 2014)
- 12. dubna
  - Josef Langmiler, herec († 8. srpna 2006)
  - Jaroslav Vaniš, historik († 13. ledna 1993)
- 14. dubna – Jarmila Loukotková, spisovatelka († 29. října 2007)
- 16. dubna – Jaroslav Prokopec, ministr zdravotnictví Československa († ? 1991)
- 17. dubna
  - Jiří Mrázek, geofyzik († 14. listopadu 1978)
  - Jiří Waldhans, dirigent a hudební pedagog († 28. března 1995)
- 18. dubna – Stanislav Konopásek, hokejista a trenér († 6. března 2008)
- 19. dubna – Lubomír Lipský, herec († 2. října 2015)
- 20. dubna – Naděžda Sobotková, tanečnice, baletní mistryně a pedagožka († 20. března 2014)
- 22. dubna – Vratislav Effenberger, literární teoretik († 10. srpna 1986)
- 24. dubna – Ludmila Píchová, herečka († 2. října 2009)
- 25. dubna – Miloslav Brůžek, ministr kultury († 14. července 1991)
- 26. dubna – Leopold Pospíšil, americký právník českého původu († 25. října 2021)
- 29. dubna – Radim Drejsl, skladatel, klavírista a dirigent († 20. dubna 1953)
- 3. května – Rostislav Kubišta, voják a lesník († 9. prosince 2014)
- 5. května
  - Daisy Mrázková, spisovatelka a výtvarnice († 14. prosince 2016)
  - Karel Štorkán, spisovatel a scenárista († 12. dubna 2007)
- 6. května
  - Jiří Němeček, herec († 15. ledna 1996)
  - Jaroslav Studený, kněz, teolog, profesor křesťanského umění a archeologie († 5. června 2008)
- 7. května – František Kutta, ekonom a horolezec († 18. listopadu 2004)
- 13. května – Bohuš Balajka, literární historik a kritik († 7. února 1994)
- 16. května – Anežka Ebertová, teoložka, duchovní Církve československé husitské († 27. ledna 2009)
- 19. května – Jiří Lír, herec († 20. srpna 1995)
- 21. května – Jiří Mostecký, chemik, rektor VŠCHT Praha († 25. listopadu 2011)
- 23. května – Karel Vladimír Burian, spisovatel, hudební skladatel a sbormistr († 24. května 2000)
- 25. května – Jozef Marko, československý fotbalový reprezentant († 26. září 1996)
- 31. května – Michal Benedikovič, československý fotbalový reprezentant († 18. dubna 2007)
- 1. června – Teodor Rotrekl, výtvarník a ilustrátor († 1. září 2004)
- 2. června – Ivan Hrbek, orientalista, historik a překladatel z arabštiny († 20. března 1993)
- 6. června – Tadeáš Řehák, administrátor tepelského kláštera († 4. srpna 1997)
- 8. června – Milan Klusák, diplomat, ministr kultury († 19. listopadu 1992)
- 9. června – Milena Müllerová, sportovní gymnastka a olympijská vítězka († 15. prosince 2009)
- 13. června
  - Antonie Hofmanová, katolická disidentka a politická vězeňkyně († 16. června 2009)
  - Jiří Stárek, dirigent († 25. září 2011)
- 14. června – Karel Kašpárek, lékař, rozhlasový novinář a aktivista († 15. října 2008)
- 17. června
  - Jan Veselý, cyklista († 10. února 2003)
  - Radúz Činčera, scenárista a režisér († 28. ledna 1999)
- 19. června
  - Ladislav Mácha, člen protinacistického odboje a komunistický vyšetřovatel († 30. září 2018)
  - Ruth Bondyová, česko-izraelská spisovatelka, překladatelka a novinářka († 14. listopadu 2017)
- 22. června – Milan Jelínek, první polistopadový rektor Masarykovy univerzity († 30. ledna 2014)
- 29. června – Václav Sivko, malíř, grafik, ilustrátor a scénograf († 11. března 1974)
- 30. června – Karel Bubeníček, architekt († 3. května 2007)
- 1. července – Vladimír Ráž, herec († 4. července 2000)
- 2. července – Milena Bansetová, sochařka († 2010)
- 3. července – Milan Munclinger, flétnista, dirigent, skladatel, muzikolog a hudební publicista († 30. března 1986)
- 5. července – Jiří Blažek, tanečník a choreograf († 8. srpna 2017)
- 7. července – Alena Veselá, varhanice († 11. května 2025)
- 10. července
  - Jiljí Fiedler, agronom († 17. května 1975)
  - Jindřich Bilan, děkan Hornicko-geologické fakulty Technické univerzity v Ostravě († 19. dubna 2012)
- 11. července
  - František Belfín, hudební skladatel a dirigent († 25. února 1997)
  - František Havránek, trenér československé fotbalové reprezentace († 26. března 2011)
  - Ludmila Dvořáková, operní pěvkyně – sopranistka († 30. července 2015)
- 12. července
  - Zbyněk Sekal, sochař, malíř a překladatel († 24. února 1998)
  - Stanislav Drobný, předseda Konfederace politických vězňů České republiky († 20. prosince 2013)
- 13. července – Miroslav Heryán, českobratrský teolog, esperantista a básník († 8. února 2003)
- 15. července – Jaroslav Volek, estetik, muzikolog a sémiotik († 23. února 1989)
- 19. července – Stella Májová, herečka a operetní a muzikálová zpěvačka († 5. listopadu 2009)
- 25. července – Jaroslav Putík, spisovatel († 31. října 2013)
- 28. července – Josef Charvát, člen československého protikomunistického odboje († 5. listopadu 1949)
- 29. července
  - Luděk Eliáš, herec, režisér, divadelní ředitel, scenárista († 10. července 2018)
  - Miroslav Fára, plastický chirurg († 4. ledna 2013)
- 4. srpna – Jiří Jirouš, klavírista, houslista, dirigent a hudební skladatel († 28. července 2005)
- 7. srpna – Jaroslav Klápště, výtvarný umělec a grafik († 23. září 1999)
- 8. srpna – Eva Šenková, herečka, zpěvačka a tanečnice († 3. prosince 2004)
- 9. srpna
  - Miloslav Šonka, akademický sochař a restaurátor († 13. dubna 2014)
  - Jan Moštěk, malíř a spisovatel († 2. března 2001)
- 13. srpna – Zdenek Slouka, novinář a politolog († 23. prosince 2012)
- 15. srpna – Zdeněk Sternberg, šlechtic († 19. ledna 2021)
- 16. srpna – Zdenko Nováček, hudební teoretik a politik († 14. srpna 1987)
- 19. srpna
  - Václav Gajer, režisér a scenárista († 1. července 1998)
  - Jiří Jobánek, středoškolský učitel a spisovatel († 9. července 2002)
- 24. srpna – Karel Prager, architekt († 31. května 2001)
- 30. srpna – Bohumil Koška, herec († 2. dubna 2002)
- 31. srpna – Martin Černohorský, fyzik († 9. února 2024)
- srpen – Boris Masník, filmový animátor († 24. března 2011)
- 8. září
  - Vladimír Rocman, malíř, ilustrátor, grafik, typograf a fotograf († 28. dubna 2016)
  - Bořivoj Čelovský, historik a filozof († 12. února 2008)
- 10. září – Dušan Havlíček, novinář a teoretik médií († 19. června 2018)
- 11. září – Steva Maršálek, herec († 28. července 2011)
- 13. září – Miroslav Holub, lékař a básník († 14. července 1998)
- 16. září – Josef Žemlička, malíř, ilustrátor, grafik a karikaturista († 3. srpna 1980)
- 21. září
  - Luba Skořepová, herečka († 23. prosince 2016)
  - Miroslav Kácha, generál, oběť komunistického bezpráví († 6. dubna 2010)
- 22. září
  - Václav Kokštejn, československý fotbalový reprezentant († 9. května 1996)
  - Slavoj Kovařík, malíř, grafik, scénograf a básník († 26. června 2003)
- 24. září – Ladislav Fuks, spisovatel († 19. srpna 1994)
- 25. září – Ladislav Mráz, operní pěvec († 7. května 1962)
- 30. září – Milan Malý, stíhací pilot československé perutě v RAF († 1. května 2013)
- 4. října – František Řehák, divadelní a filmový herec († 28. června 2017)
- 7. října
  - Zdeněk Janík, básník († 3. dubna 2022)
  - Břetislav Pojar, scenárista, režisér a výtvarník animovaného filmu († 12. října 2012)
- 8. října – Andrej Bělocvětov, malíř a grafik († 19. dubna 1997)
- 10. října – Jaromír Skřivánek, malíř, grafik, ilustrátor, spisovatel, básník, překladatel a cestovatel († 4. května 2010)
- 18. října
  - Milan Šlechta, varhaník († 24. dubna 1998)
  - Josef Grösser, ministr vnitra České republiky († 3. července 2016)
- 19. října – Josef Prošek, umělecký fotograf († 9. prosince 1992)
- 23. října – Miroslav Hlaváč, skladatel elektroakustické hudby a mostní stavitel († 4. prosince 2008)
- 24. října – Vítězslav Gardavský, spisovatel († 7. března 1978)
- 26. října – Jindřiška Smetanová, spisovatelka († 24. prosince 2012)
- 27. října – Karel Ludikovský, archeolog († 3. června 1979)
- 28. října
  - Jiří Kabát, kněz a politický vězeň († 18. listopadu 1990)
  - Libuše Hynková, choreografka, folkloristka a etnografka († 6. ledna 2012)
- 31. října – Josef Ezr, basketbalista, mistr Evropy († 2. listopadu 2013)
- 1. listopadu – Josef Svoboda, masový vrah († 28. února 1967)
- 3. listopadu
  - Cecilie Strádalová, operní pěvkyně († 25. října 1994)
  - Jiří Demel, vlastivědný pracovník a publicista († 7. ledna 2006)
- 6. listopadu
  - Jiří John, malíř a ilustrátor († 22. června 1972)
  - Karel Benedík, malíř a restaurátor († 17. ledna 1997)
- 9. listopadu
  - Miloslav Machek, trumpetista, dirigent a hudební skladatel († 12. prosince 1999)
  - Jaroslav Moučka, herec († 26. prosince 2009)
- 10. listopadu – Stanislav Šusta, spisovatel
- 12. listopadu – Ester Krumbachová, režisérka, dramatička, spisovatelka, scenáristka, výtvarnice, scénografka a kostýmní návrhářka († 13. ledna 1996)
- 13. listopadu
  - Naděžda Kavalírová, předsedkyně Konfederace politických vězňů České republiky († 20. ledna 2017)
  - Oldřich Dvořák, československý voják a příslušník výsadku Steel († 9. července 1942)
- 14. listopadu – Miloš Stehlík, historik umění († 13. února 2020)
- 16. listopadu
  - Karel Hausenblas, jazykovědec († 5. července 2003)
  - Jiří Žďárský, československý fotbalový reprezentant († 14. července 2018)
- 17. listopadu – Josef Štefl, herec († 14. března 2002)
- 19. listopadu
  - František Sláma, violoncellista († 5. května 2004)
  - Helena Zmatlíková, malířka a ilustrátorka († 4. dubna 2005)
- 20. listopadu
  - Josef Mleziva, chemický inženýr a vysokoškolský pedagog († 2000)
  - František Pavlíček, dramatik a scenárista († 29. září 2004)
- 22. listopadu – Jiří Zahradníček, operní zpěvák, tenorista († 8. dubna 2001)
- 23. listopadu – Pavel Oliva, filolog a spisovatel († 5. března 2021)
- 27. listopadu
  - Stanislava Součková, operní a koncertní pěvkyně († 23. července 1997)
  - Antonie Hegerlíková, herečka a divadelní pedagožka († 11. prosince 2012)
- 28. listopadu – Marcel Stecker, malíř, ilustrátor, grafik a pedagog († 14. srpna 2011)
- 29. listopadu – Zdeněk Martínek, herec († 19. listopadu 1999)
- 30. listopadu
  - Václav Krása, československý basketbalista († 30. listopadu 2003)
  - Jan Otokar Fischer, profesor dějin francouzské literatury a překladatel († 4. ledna 1992)
- 2. prosince – Miroslav Štěpánek, režisér, výtvarník, scenárista a scénograf († 28. listopadu 2005)
- 3. prosince – Otakar Schindler, malíř a scénograf († 22. října 1998)
- 5. prosince
  - Čestmír Řanda, herec a divadelní režisér († 31. srpna 1986)
  - Jan Zelenka, novinář, ředitel Československé televize a komunistický politik († 21. února 1998)
- 6. prosince – Jaroslav Vacek, figurativní sochař, výtvarník a medailér († 26. dubna 2012)
- 10. prosince – Jaroslav Bouček, novinář a překladatel († 5. dubna 2001)
- 11. prosince – Robert Kalivoda, filozof a historik († 6. prosince 1989)
- 13. prosince – Josef Balvín, dramaturg a překladatel († 16. srpna 2009)
- 23. prosince – Štěpán Vlašín, literární kritik a historik († 19. ledna 2012)
- 24. prosince – Stanislav Černý, režisér a scenárista
- 25. prosince – Karel Havlíček, stepař, tanečník standardních i latinskoamerických tanců († 28. prosince 2007)
- 28. prosince – František Šamalík, československý ústavní právník a politolog († 24. dubna 2008)
- 31. prosince – Vladislav Jáchymovský, historik, kronikář Karlových Varů († 18. září 2007)
- Radko Vyhlíd, spisovatel
- Ladislav Mrnka, herec

### Svět
- 1. ledna

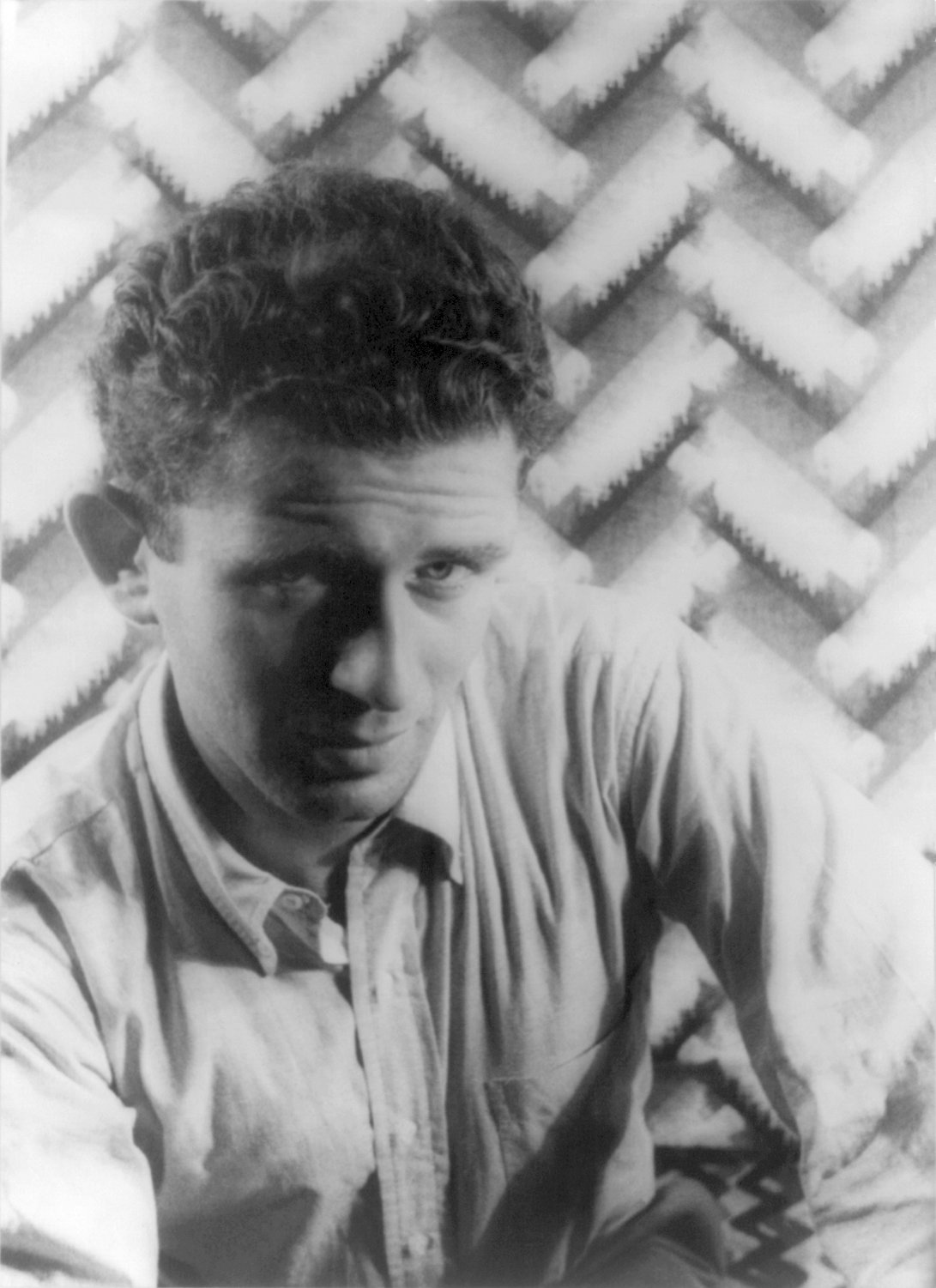
Norman Mailer (* 31. ledna)

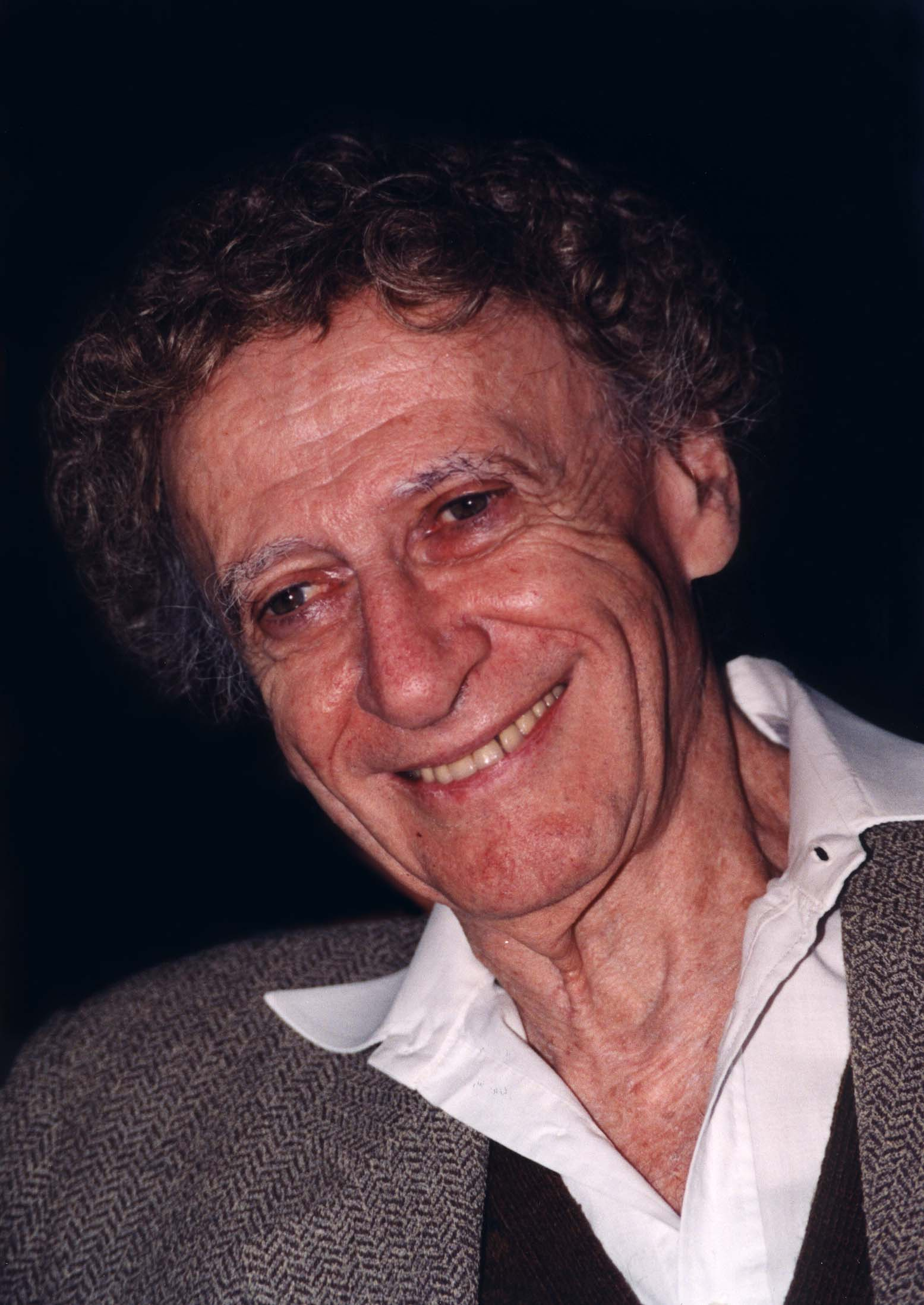
Marcel Marceau (* 22. března)

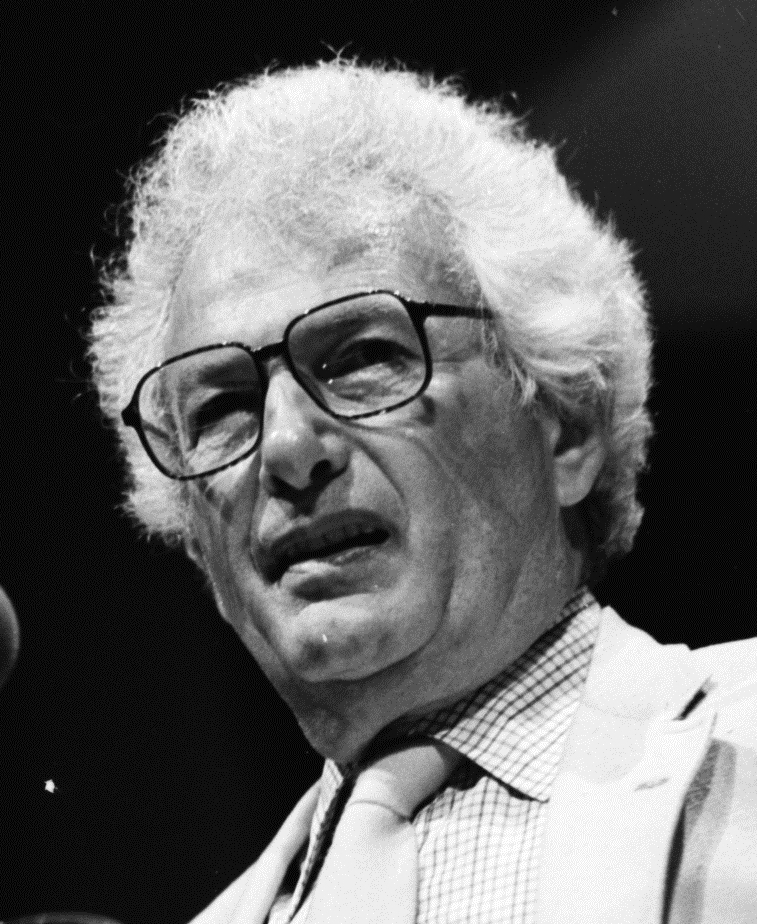
Joseph Heller (* 1. května)

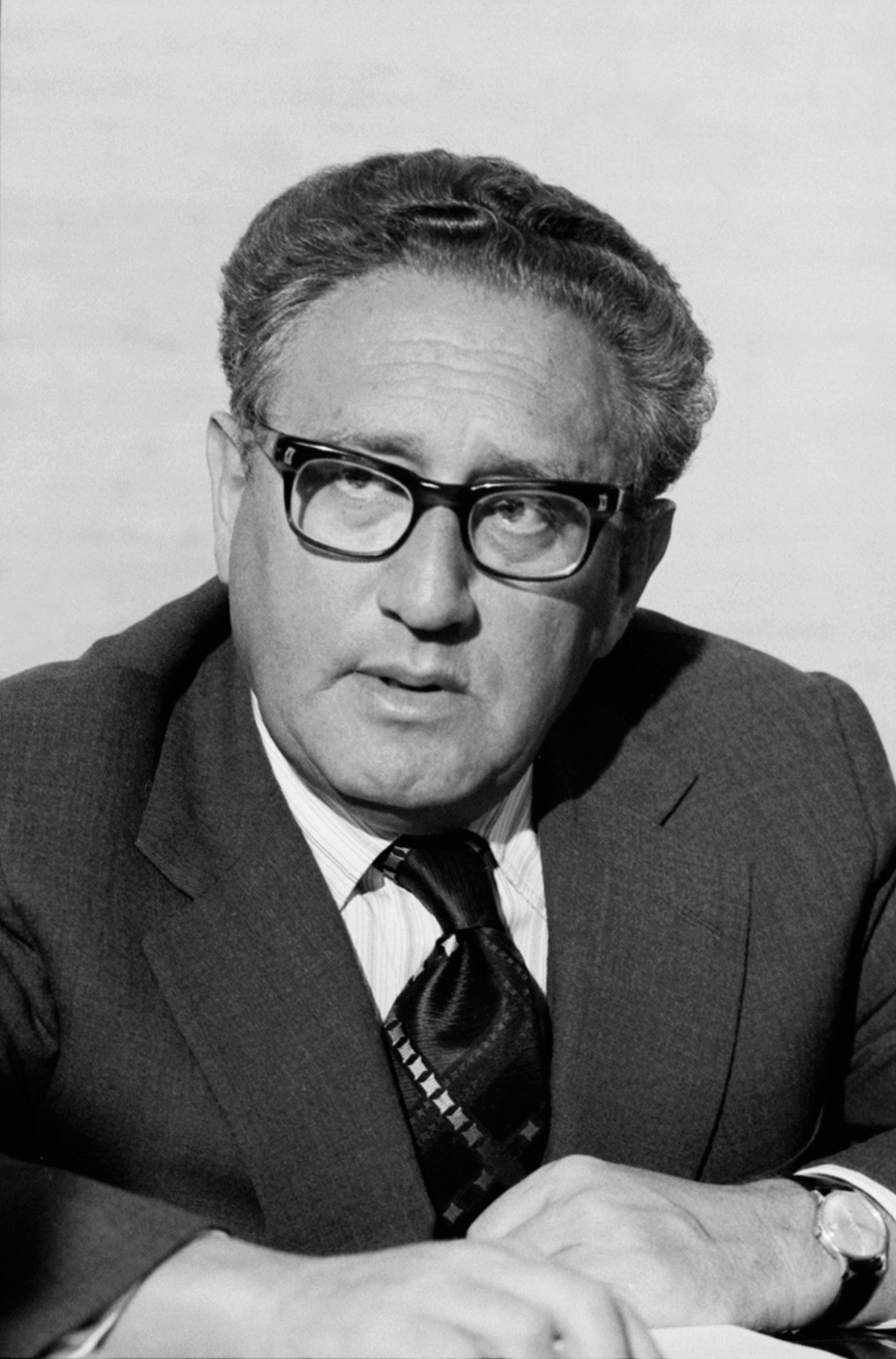
Henry Kissinger (* 27. května)

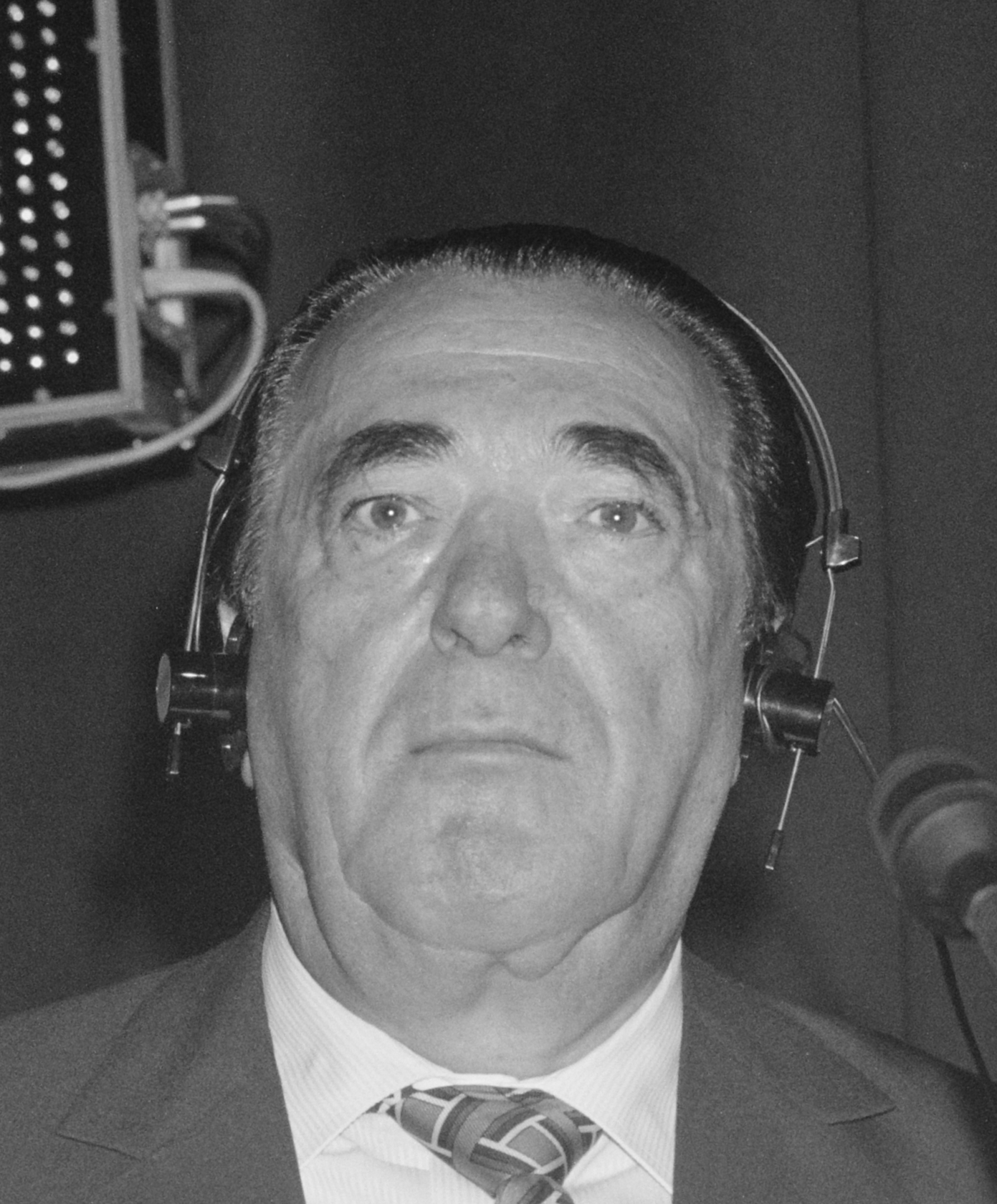
Robert Maxwell (* 10. června)

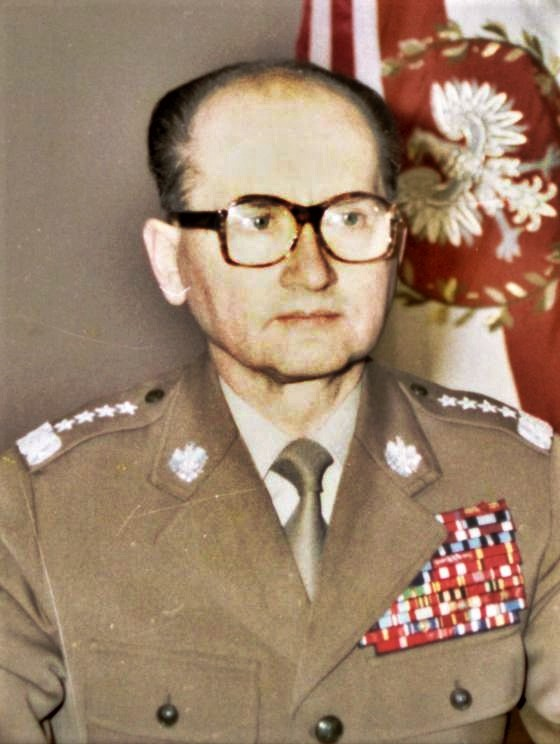
Wojciech Jaruzelski (* 6. července)

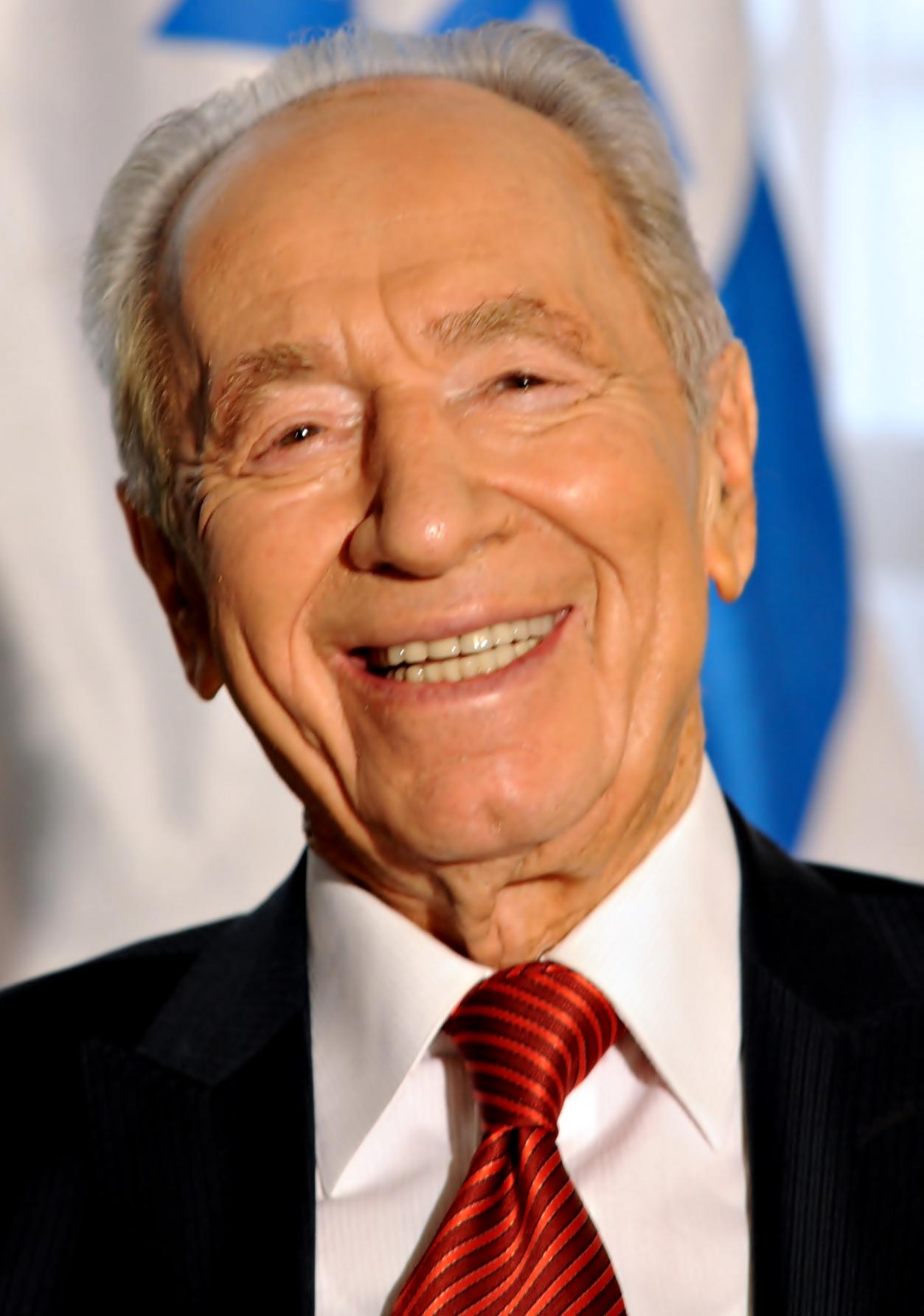
Šimon Peres (* 2. srpna)

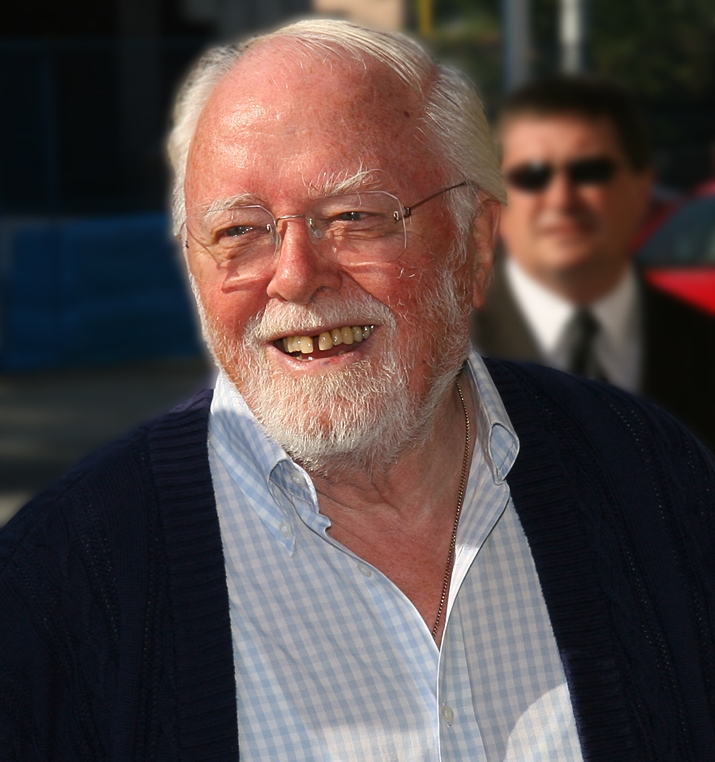
Richard Attenborough (* 29. srpna)

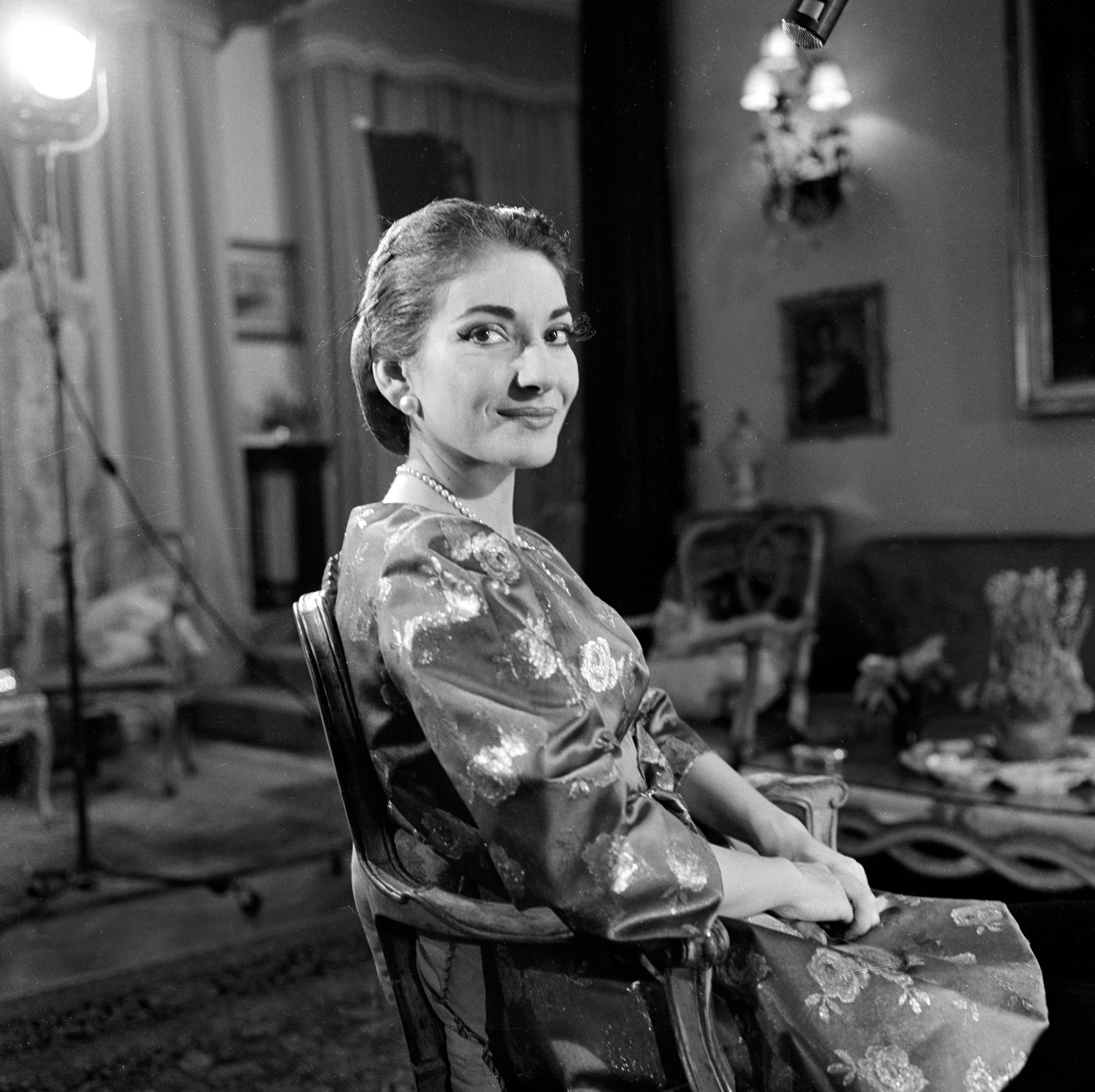
Maria Callasová (* 2. prosince)

  - Milt Jackson, americký jazzový vibrafonista a skladatel († 9. října 1999)
  - Nanao Sakaki, japonský básník († 22. prosince 2008)
- 5. ledna
  - Sam Phillips, americký hudební producent († 30. července 2003)
  - Aharon Amir, izraelský spisovatel, překladatel a básník († 28. února 2008)
- 7. ledna – Hugh Kenner, kanadský literární teoretik († 24. listopadu 2003)
- 8. ledna – Joseph Weizenbaum, německo-americký profesor informatiky († 5. března 2008)
- 11. ledna – Ernst Nolte, německý historik († 18. srpna 2016)
- 12. ledna – Siegfried Schürenberg, německý filmový herec († 31. srpna 1993)
- 15. ledna – Li Teng-chuej, prezident Čínské republiky († 30. července 2020)
- 21. ledna
  - Andrej Andrejevič Romanov, ruský šlechtic a výtvarník († 28. listopadu 2021)
  - Lola Flores, španělská zpěvačka, tanečnice a herečka († 16. května 1995)
  - Dina Gottliebová, americká výtvarnice († 29. července 2009)
- 23. ledna
  - Horace Ashenfelter, americký olympijský vítěz v běhu na 3000 metrů překážek († 6. ledna 2018)
  - Walter M. Miller, americký autor science fiction († 9. ledna 1996)
  - George Gross, kanadský sportovní novinář slovenského původu († 21. března 2008)
- 25. ledna – Arvid Carlsson, švédský farmaceut a lékař, nositel Nobelovy ceny († 29. června 2018)
- 27. ledna – Krista Bendová, slovenská spisovatelka († 27. ledna 1988)
- 31. ledna
  - Norman Mailer, americký spisovatel († 10. listopadu 2007)
  - Jorge María Mejía, argentinský kardinál († 9. prosince 2014)
- 2. února
  - France Bučar, předseda prvního svobodně zvoleného slovinského parlamentu († 20. října 2015)
  - Svetozar Gligorić, srbský šachový velmistr († 14. srpna 2012)
- 3. února – Françoise Christophe, francouzská herečka († 8. ledna 2012)
- 4. února – Conrad Bain, kanadsko-americký herec († 14. ledna 2013)
- 9. února – André Gorz, francouzský sociální filozof († 22. září 2007)
- 10. února – Cesare Siepi, italský operní zpěvák († 5. července 2010)
- 12. února – Franco Zeffirelli, italský herec a režisér († 15. června 2019)
- 13. února – Chuck Yeager, první člověk, který překročil rychlost zvuku († 7. prosince 2020)
- 15. února – Jelena Bonnerová, sovětská disidentka a aktivistka († 18. června 2011)
- 17. února – Buddy DeFranco, americký jazzový klarinetista († 24. prosince 2014)
- 22. února
  - François Cavanna, francouzský spisovatel a novinář († 29. ledna 2014)
  - Norman Smith, britský hudebník a hudební producent († 3. března 2008)
- 23. února – Joannis Grivas, řecký premiér († 27. listopadu 2016)
- 27. února – Dexter Gordon, americký jazzový tenorsaxofonista († 25. dubna 1990)
- 28. února – Charles Durning, americký herec († 24. prosince 2012)
- 1. března – Vladimir Natanovič Gelfand, ukrajinský spisovatel († 25. listopadu 1983)
- 3. března – Doc Watson, americký zpěvák, kytarista a hudební skladatel († 29. května 2012)
- 6. března – Wes Montgomery, americký jazzový kytarista († 15. června 1968)
- 9. března
  - Walter Kohn, americký chemik, nositel Nobelovy ceny († 19. dubna 2016)
  - André Courrèges, francouzský módní návrhář († 7. ledna 2016)
- 10. března – Val Logsdon Fitch, americký jaderný fyzik († 5. února 2015)
- 12. března
  - Wally Schirra, americký astronaut († 3. května 2007)
  - Hjalmar Andersen, norský rychlobruslař († 27. března 2013)
- 14. března – Diane Arbusová, americká fotografka († 26. června 1971)
- 20. března – Viktor Kubal, slovenský výtvarník († 24. dubna 1997)
- 22. března – Marcel Marceau, francouzský mim a herec († 22. září 2007)
- 23. března – László Lóránd, americký biochemik maďarského původu († 6. prosince 2018)
- 24. března – Dov Judkovski, izraelský novinář († 28. prosince 2010)
- 27. března
  - Šúsaku Endó, japonský náboženský a humoristický spisovatel († 29. září 1996)
  - Inge Morath, rakouská fotografka († 30. ledna 2002)
- 28. března – Thad Jones, americký jazzový trumpetista a skladatel († 20. srpna 1986)
- 30. března – Milton Acorn, kanadský básník a novinář († 20. srpna 1986)
- 31. března
  - Jean Blot, francouzský spisovatel († 23. prosince 2019)
  - Šošana Damari, izraelská zpěvačka († 14. února 2006)
- 3. dubna – Jozef Lenárt, československý premiér († 11. února 2004)
- 4. dubna – Nikola Hajdin, srbský stavební inženýr († 17. července 2019)
- 5. dubna – Ernest Mandel, belgický marxistický teoretik († 20. července 1995)
- 8. dubna – Edward Mulhare, americký herec († 24. května 1997)
- 9. dubna – Albert Decourtray, francouzský kardinál, lyonský arcibiskup († 16. září 1994)
- 11. dubna – Harry Macourek, dirigent, sbormistr a skladatel († 13. ledna 1992)
- 17. dubna – Lindsay Anderson, britský filmový režisér († 30. srpna 1994)
- 20. dubna – Bettie Page, americká modelka († 11. listopadu 2008)
- 21. dubna – John Mortimer, anglický spisovatel († 16. ledna 2009)
- 23. dubna – Reinhart Koselleck, německý historik († 3. února 2006)
- 25. dubna – Albert King, americký bluesový kytarista a zpěvák († 21. prosince 1992)
- 26. dubna – Hasan Tuhamí, místopředseda vlády Egypta († 9. prosince 2009)
- 30. dubna – Percy Heath, americký jazzový kontrabasista († 28. dubna 2005)
- 1. května – Joseph Heller, americký spisovatel († 12. prosince 1999)
- 2. května – Patrick Hillery, irský prezident († 12. dubna 2008)
- 3. května – Heinz Kohut, americký psycholog († 8. října 1981)
- 4. května
  - Ján Šebík, slovenský politik, primátor Bratislavy († 1998)
  - Ed Cassidy, americký bubeník († 6. prosince 2012)
- 7. května – Anne Baxterová, americká herečka († 12. prosince 1985)
- 10. května
  - Hejdar Alijev, ázerbájdžánský prezident († 12. prosince 2003)
  - Michail Alexandrovič Karcev, sovětský konstruktér počítačové techniky († 23. dubna 1983)
  - Gerhard Wahrig, německý jazykovědec († 2. září 1978)
- 11. května – Eugenio Calabi, italský matematik († 25. září 2023)
- 13. května – Red Garland, americký hardbopový pianista († 23. dubna 1984)
- 15. května – Richard Avedon, americký fotograf († 1. října 2004)
- 16. května – Merton Miller, americký ekonom, nositel Nobelovy ceny († 3. června 2000)
- 18. května – Vojtěch Mencl, český historik
- 20. května – Jisra'el Gutman, izraelský historik († 1. října 2013)
- 21. května – Armand Borel, švýcarský matematik († 11. srpna 2003)
- 26. května – Harry Gordon Johnson, kanadský ekonom († 9. května 1977)
- 27. května – Henry Kissinger, americký diplomat († 29. listopadu 2023)
- 28. května
  - György Ligeti, maďarský hudební skladatel († 12. června 2006)
  - Wolfgang Schmitz, rakouský ekonom a politik († 16. listopadu 2008)
- 29. května – Eugene Wright, americký jazzový kontrabasista († 30. prosince 2020)
- 31. května – Rainier III., monacký kníže († 6. dubna 2005)
- 2. června – Lloyd Shapley, americký matematik a ekonom († 12. března 2016)
- 3. června – Al Harewood, americký jazzový bubeník († 13. března 2014)
- 4. června – Juriko, princezna Mikasa, japonská princezna
- 5. června – Vladimír Petruška, slovenský herec a divadelní režisér († 4. května 1986)
- 7. června
  - Jean Baratte, francouzský mezinárodní fotbalista, útočník a manažer († 1. července 1986)
  - Giorgio Belladonna, Italský hráč bridže, jeden z největších všech dob († 12. května 1995)
- 10. června
  - Madeleine Lebeauová, francouzská herečka († 1. května 2016)
  - Robert Maxwell, britský žurnalista a multimilionář († 5. listopadu 1991)
- 14. června – Viera Husáková, druhá manželka československého prezidenta Gustáva Husáka († 20. října 1977)
- 17. června
  - Enrique Angelelli, argentinský biskup († 4. srpna 1976)
  - Anthony Joseph Bevilacqua, filadelfský arcibiskup a kardinál († 31. ledna 2012)
- 18. června
  - Jean Delumeau, francouzský historik († 13. ledna 2020)
  - Robert Ellenstein, americký herec († 28. října 2010)
- 19. června – Andrés Rodrígues, 47. prezident Paraguaye († 21. dubna 1997)
- 20. června – Peter Gay, americký historik († 12. května 2015)
- 23. června
  - George Russell, americký klavírista a skladatel († 27. července 2009)
  - Ľudovít Štrompach, slovenský malíř a restaurátor († 5. března 2009)
- 24. června – Yves Bonnefoy, francouzský básník († 1. července 2016)
- 25. června – Sam Francis, americký malíř († 4. listopadu 1994)
- 27. června
  - Beth Chatto, britská zahradnice († 13. května 2018)
  - Elmo Hope, americký jazzový pianista († 19. května 1967)
- 2. července – Wisława Szymborská, polská básnířka, esejistka, literární kritička a překladatelka, nositelka Nobelovy ceny († 1. února 2012)
- 4. července – Perec Goldstein, židovský příslušník protinacistického odboje († 1. března 1945)
- 5. července
  - Karol Martinka, slovenský a československý ekonom, politik a ministr († 13. února 1985)
  - Gustaaf Joos, belgický kardinál († 2. listopadu 2004)
- 6. července – Wojciech Jaruzelski, polský prezident († 25. května 2014)
- 7. července – Eduardo Falú, argentinský kytarista a skladatel († 9. srpna 2013)
- 8. července
  - Harrison Dillard, americký sprinter, čtyřnásobný olympijský vítěz († 15. listopadu 2019)
  - Didier Anzieu, francouzský psychoanalytik († 25. listopadu 1999)
- 11. července – Richard Pipes, americký historik († 17. května 2018)
- 12. července
  - James Edwin Gunn, americký spisovatel science fiction († 23. prosince 2020)
  - Paul Jenkins, americký malíř († 9. června 2012)
- 13. července – Erich Lessing, rakouský fotograf a fotožurnalista († 29. srpna 2018)
- 14. července – Willie Steele, americký olympijský vítěz ve skoku do dálky († 19. září 1989)
- 15. července – Philly Joe Jones, americký jazzový bubeník († 30. srpna 1985)
- 21. července – Rudolph A. Marcus, kanadský chemik, nositel Nobelovy ceny
- 22. července – Bob Dole, americký republikánský senátor († 5. prosince 2021)
- 23. července – Masutacu Ójama, korejský karatista († 26. dubna 1994)
- 24. července – Albert Vanhoye, francouzský kardinál († 29. července 2021)
- 25. července – Eduard Klein, německý (NDR) spisovatel († 2. ledna 1999)
- 1. srpna
  - Götz Rudolf Richter, německý spisovatel († září 2016)
  - Jean Prat, francouzský ragbista († 25. února 2005)
- 2. srpna – Šimon Peres, izraelský prezident († 28. září 2016)
- 3. srpna – Šenuda III., alexandrijský patriarcha a papež Koptské pravoslavné církve († 17. března 2012)
- 4. srpna – Franz Karl Stanzel, rakouský anglista a literární teoretik († 17. října 2023)
- 5. srpna – Devan Nair, prezident Singapuru († 6. prosince 2005)
- 11. srpna – Vladimír Kašpar, slovenský odbojář, voják, novinář a politik († 24. února 2006)
- 17. srpna – Pierre Chaunu, francouzský historik († 22. října 2009)
- 19. srpna – Dill Jones, velšský klavírista († 22. června 1984)
- 20. srpna – Jim Reeves, americký zpěvák († 31. července 1964)
- 23. srpna
  - Zofia Posmysz, polská spisovatelka a scenáristka († 8. srpna 2022)
  - Edgar Frank Codd, americký matematik († 18. dubna 2003)
- 24. srpna – Arthur Jensen, americký psycholog († 22. října 2012)
- 25. srpna – Álvaro Mutis, kolumbijský básník, prozaik a esejista († 22. září 2013)
- 26. srpna
  - Wolfgang Sawallisch, německý dirigent († 22. února 2013)
  - Ján Tibenský, slovenský historik († 11. května 2012)
- 27. srpna
  - Jacob Willem Cohen, nizozemský matematik († 12. listopadu 2000)
  - Emil Horváth st., slovenský herec († 1. ledna 2001)
- 29. srpna – Richard Attenborough, britský herec a režisér († 24. srpna 2014)
- 1. září
  - Rocky Marciano, americký boxer († 31. srpna 1969)
  - Egyd Pepich, ministr vnitra SSR († 26. listopadu 2006)
- 2. září – René Thom, francouzský matematik a filosof († 25. října 2002)
- 6. září – Petr II. Karađorđević, jugoslávský král († 3. listopadu 1970)
- 7. září – Peter Lawford, americký herec britského původu († 24. prosince 1984)
- 9. září
  - Cliff Robertson, americký herec († 10. září 2011)
  - Daniel Carleton Gajdusek, lékař a virolog, nositel Nobelovy ceny († 12. prosince 2008)
- 10. září – Alfredo Nobre da Costa, portugalský premiér († 4. ledna 1996)
- 13. září – Zoja Kosmoděmjanská, sovětská partyzánka za druhé světové války († 29. listopadu 1941)
- 16. září – Lee Kuan Yew, předseda singapurské vlády († 23. března 2015)
- 17. září
  - Ralph Sharon, britský jazzový klavírista († 31. března 2015)
  - Hank Williams, americký zpěvák, kytarista a skladatel († 1. ledna 1953)
- 18. září – Anna Bourbonsko-Parmská, poslední rumunská královna († 1. srpna 2016)
- 22. září – Dannie Abse, velšský básník († 28. září 2014)
- 24. září
  - Fats Navarro, americký jazzový trumpetista a skladatel († 7. července 1950)
  - Ziemowit Fedecki, polský slavista a překladatel († 8. ledna 2009)
- 25. září – Sam Rivers, americký jazzový hudebník a skladatel († 26. prosince 2011)
- 28. září – Tuli Kupferberg, americký básník a hudebník († 12. července 2010)
- 1. října – Václav Ježek, československý fotbalový reprezentant a trenér († 27. srpna 1995)
- 3. října – Von Freeman, americký jazzový saxofonista († 11. srpna 2012)
- 4. října – Charlton Heston, americký filmový herec († 5. dubna 2008)
- 5. října
  - Stig Dagerman, švédský spisovatel a žurnalista († 15. listopadu 1954)
  - Glynis Johnsová, britská herečka († 4. ledna 2024)
- 6. října – Yaşar Kemal, turecký spisovatel kurdského původu († 28. února 2015)
- 8. října – Ján Jakubík, slovenský matematik († 24. listopadu 2015)
- 9. října – Chajim Guri, izraelský básník, spisovatel a filmový dokumentarista († 31. ledna 2018)
- 15. října – Italo Calvino, italský spisovatel († 19. září 1985)
- 17. října
  - Henryk Roman Gulbinowicz, polský kardinál a arcibiskup vratislavský († 16. listopadu 2020)
  - Sonja Bullaty, americká fotografka českého původu († 5. října 2000)
- 20. října
  - Philip Whalen, americký básník († 26. června 2002)
  - Otfried Preußler, německý spisovatel († 18. února 2013)
- 23. října – Achille Silvestrini, italský kardinál († 29. srpna 2019)
- 27. října – Roy Lichtenstein, americký malíř a sochař († 29. září 1997)
- 4. listopadu – Barbara Bartosová-Höppnerová, německá spisovatelka († 7. července 2006)
- 8. listopadu – Jack Kilby, americký elektroinženýr, nositel Nobelovy ceny († 20. června 2005)
- 9. listopadu – Alice Coachmanová, americká olympijská vítězka ve skoku do výšky († 14. července 2014)
- 12. listopadu – Vicco von Bülow, německý karikaturista, režisér a filmový herec († 22. srpna 2011)
- 15. listopadu – Văn Cao, vietnamský hudební skladatel († 10. července 1995)
- 17. listopadu – Aristides Pereira, první prezident Kapverd († 22. září 2011)
- 18. listopadu – Alan Shepard, americký astronaut († 21. července 1998)
- 20. listopadu – Nadine Gordimerová, jihoafrická spisovatelka, nositelka Nobelovy ceny († 13. července 2014)
- 22. listopadu – Victor Papanek, americký designer († 10. ledna 1998)
- 23. listopadu – Robert Zajonc, polskoamerický psycholog († 3. prosince 2008)
- 25. listopadu – Mauno Koivisto, finský prezident († 12. května 2017)
- 1. prosince – Morris, belgický karikaturista († 16. července 2001)
- 2. prosince – Maria Callasová, řecká sopranistka († 16. září 1977)
- 3. prosince – Paul Shan Kuo-hsi, tchajwanský kardinál († 22. srpna 2012)
- 4. prosince – Angelo Maria Ripellino, italský slavista, básník a překladatel († 21. dubna 1978)
- 6. prosince – Savka Dabčević-Kučar, chorvatská politička a ekonomka († 6. srpna 2009)
- 9. prosince – Ennio de Concini, italský režisér a scenárista († 17. listopadu 2008)
- 10. prosince – Jorge Semprún, španělský exilový spisovatel, scenárista a politik († 7. června 2011)
- 12. prosince – Bob Dorough, americký jazzový klavírista a zpěvák († 23. dubna 2018)
- 13. prosince
  - Philip Warren Anderson, americký fyzik, nositel Nobelovy ceny († 29. března 2020)
  - Edward Bede Clancy, australský arcibiskup a kardinál († 3. srpna 2014)
  - Antoni Tàpies, španělský malíř a sochař († 6. února 2012)
- 14. prosince
  - Gerard Reve, nizozemský spisovatel († 8. dubna 2006)
  - Janet Brown, britská bavička, herečka († 27. května 2011)
- 15. prosince
  - Freeman Dyson, britský teoretický fyzik a matematik († 28. února 2020)
  - Viktor Šuvalov, sovětský reprezentační hokejista († 19. dubna 2021)
  - Uziel Gal, izraelský konstruktér samopalu Uzi († 7. září 2002)
- 16. prosince
  - Menahem Pressler, izraelský klavírista († 6. května 2023)
  - Ernst Florian Winter, rakouský historik a politolog († 16. dubna 2014)
- 17. prosince – Jaroslav Pelikan, americký teolog a historik († 13. května 2006)
- 19. prosince – Gordon Jackson, skotský herec († 15. ledna 1990)
- 21. prosince – Richard Hugo, americký spisovatel († 22. října 1982)
- 24. prosince – George Patton, generálmajor armády Spojených států († 27. června 2004)
- 25. prosince – René Girard, francouzský historik a literární kritik († 4. listopadu 2015)
- 30. prosince – Sara Lidmanová, švédská spisovatelka († 17. června 2004)

## Úmrtí

### Česko

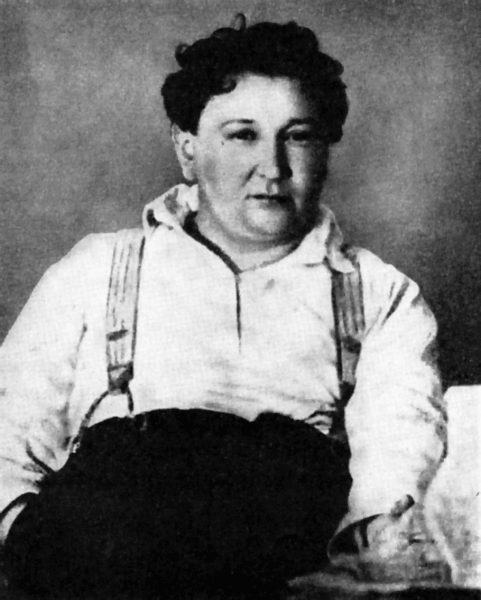
Jaroslav Hašek († 3. ledna)

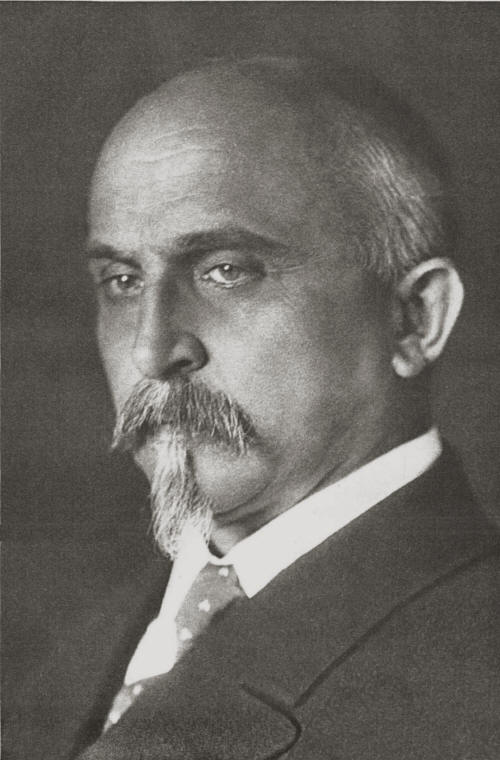
Alois Rašín († 18. února)

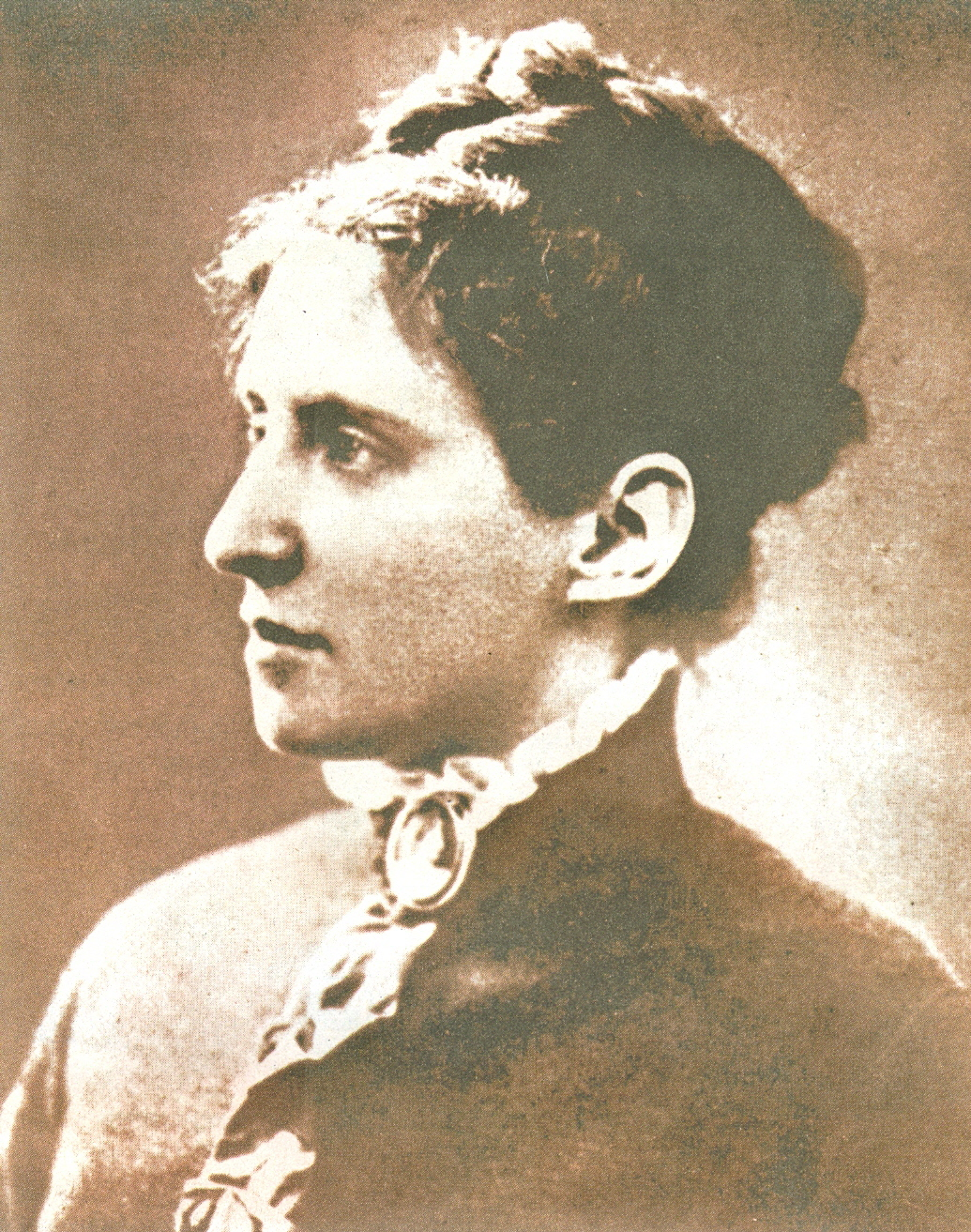
Charlotta Garrigue Masaryková († 13. května)

- 2. ledna – František Oldřich Vaněk, český orientalista, fotograf a propagátor letectví (* 1857)
- 3. ledna – Jaroslav Hašek, český spisovatel (* 30. dubna 1883)
- 4. ledna – Františka Skaunicová, československá politička (* 15. března 1871)
- 7. ledna – Jiří Haussmann, český spisovatel (* 30. října 1898)
- 12. ledna – Jan Urban Jarník, profesor románských jazyků (* 25. května 1848)
- 18. ledna – Václav Burger, československý ministr železnic (* 13. dubna 1859)
- 23. ledna – Max Nordau, maďarský sionistický vůdce, lékař a spisovatel (* 29. července 1849)
- 6. února – Adolf Heyduk, český básník (* 6. června 1835)
- 12. února – Čeněk Ryzner, český lékař, archeolog a sběratel (* 9. ledna 1845)
- 18. února – Alois Rašín, český politik (* 18. září 1867)
- 12. března – Jan Pinkava, český malíř (* 27. prosince 1846)
- 31. března – Anton Rzehak, geolog a archeolog (* 25. května 1855)
- 12. dubna – Gustav Karl Laube, geolog a paleontolog (* 9. ledna 1839)
- 17. dubna – Jan Kotěra, český architekt (* 18. prosince 1871)
- 13. května
  - Charlotta Garrigue Masaryková, manželka československého prezidenta T. G. Masaryka (* 20. listopadu 1850)
  - Robert Siercke, rakouský automobilový závodník a funkcionář, obchodní rada firmy Steyr Mannlicher (* 9. března 1870)
- 15. června – František Pubal, český kronikář (* 26. října 1851)
- 25. června – Hermenegild Škorpil, přírodovědec (* 8. února 1858)
- 29. června – Fritz Mauthner, německý novinář, filozof, básník a spisovatel (* 22. listopadu 1849)
- 2. července – František Polívka, český botanik (* 1. srpna 1860)
- 16. července – Karel Klostermann, český a německý spisovatel (* 15. února 1848)
- 22. července – František Albert, český chirurg a spisovatel (* 29. dubna 1856)
- 31. července – Jan Vilím, český fotograf a grafik (* 11. května 1856)
- 7. srpna – Václav Krumbholz, poslanec Českého zemského sněmu a Říšské rady (* 8. března 1846)
- 15. srpna – Barbora Hoblová, aktivistka, národopisná sběratelka (* 14. února 1852)
- 26. srpna – Jan Ladislav Sýkora, teolog, rektor Univerzity Karlovy (* 16. dubna 1852)
- 29. srpna – Jaromír Tuček, ředitel c. k. státních drah (* 1846)
- 16. září – Bohuslav Rosenkranc, československý politik (* 6. ledna 1870)
- 29. září – Antonín Cyril Stojan, arcibiskup olomoucký a metropolita moravský (* 22. května 1851)
- 3. října – Gustav Mattauch, kanovník litoměřické katedrální kapituly (* 8. ledna 1846)
- 13. října – Jan Vincenc Diviš, cukrovarník, starosta, spisovatel (* 6. dubna 1848)
- 17. října – August Adler, matematik a geometr (* 24. ledna 1863)
- 19. října – Alois Konečný, československý politik (* 23. února 1858)
- 22. října – Josef Schreyer, český ekonom, průkopník kampeliček (* 30. března 1841)
- 1. listopadu – Napoleon Manuel Kheil, český entomolog (* 19. října 1849)
- 29. listopadu – Karel Dostál-Lutinov, kněz, básník a spisovatel (* 22. září 1871)
- 4. prosince – Friedrich Nitsche, poslanec Českého zemského sněmu a Říšské rady, starosta Vyššího Brodu (* 23. června 1835)

### Svět

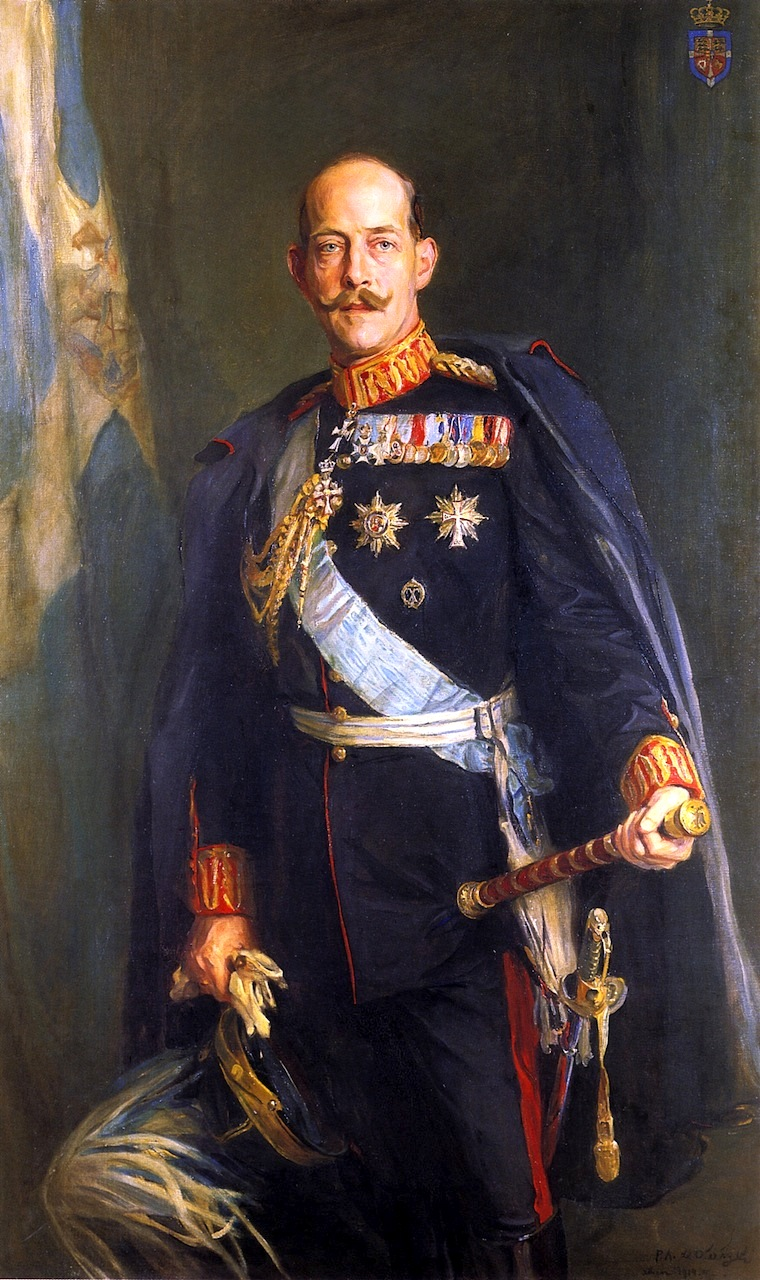
Konstantin I. Řecký († 11. ledna)

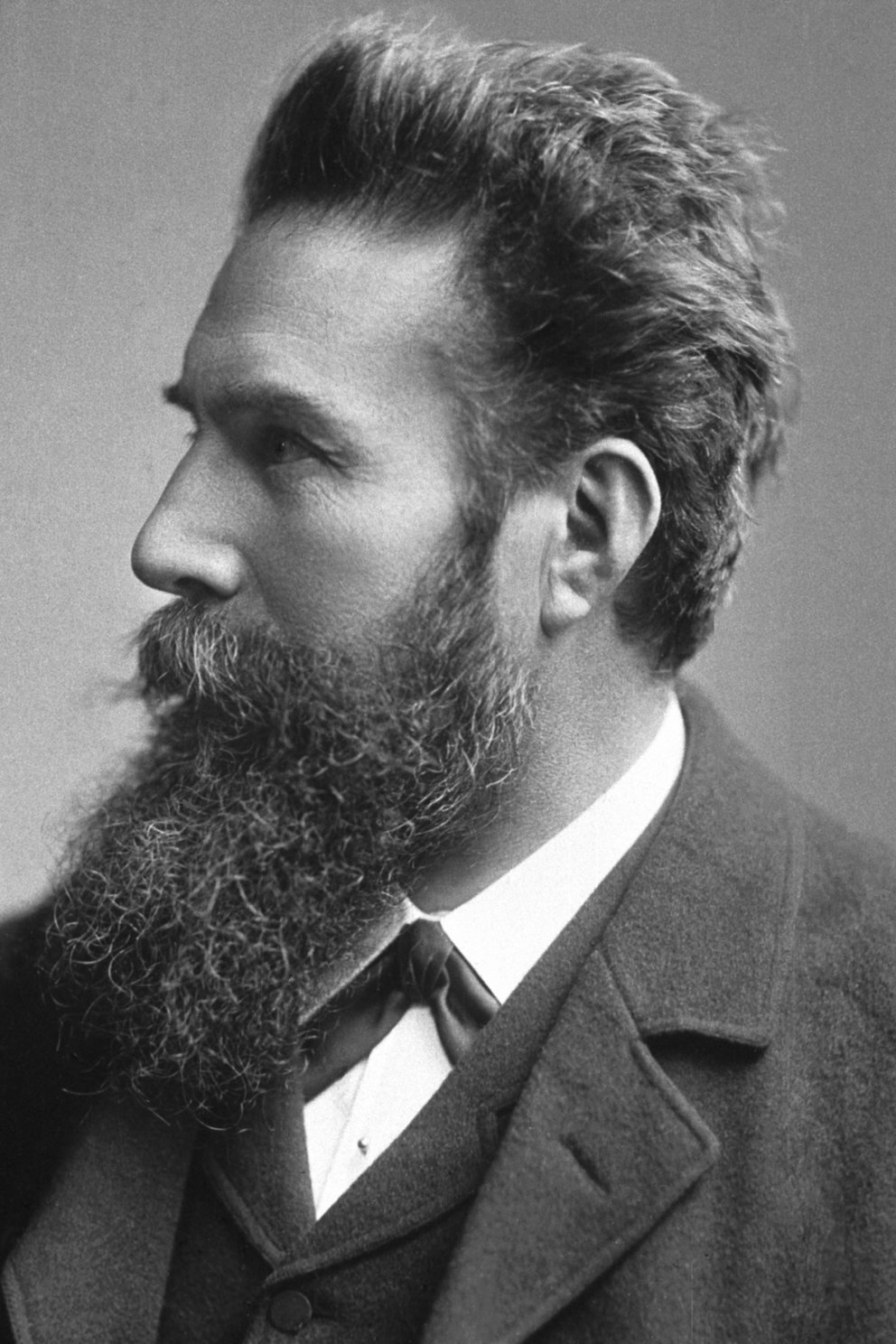
Wilhelm Conrad Röntgen († 10. února)

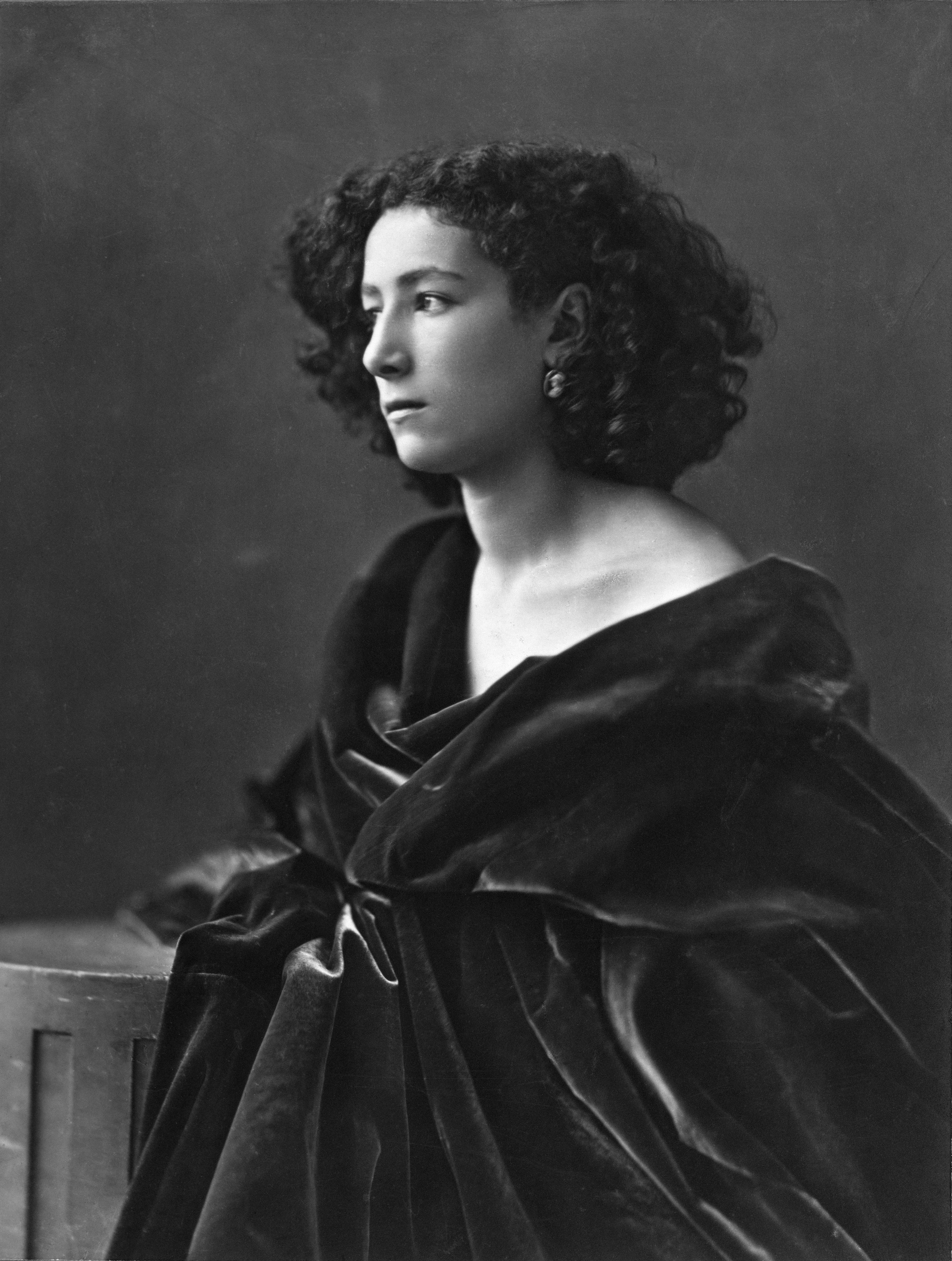
Sarah Bernhardt († 26. března)

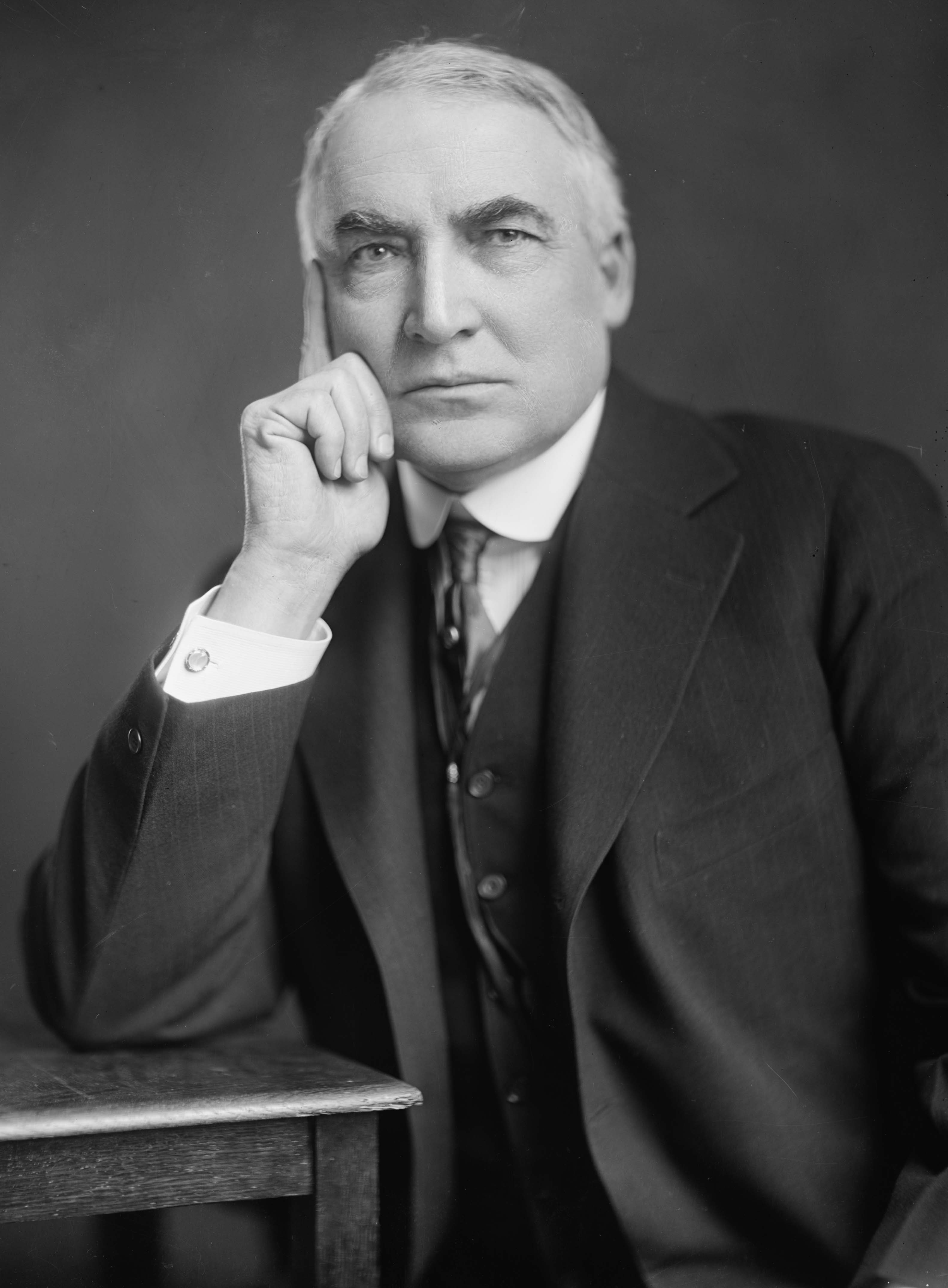
Warren G. Harding († 2. srpna)

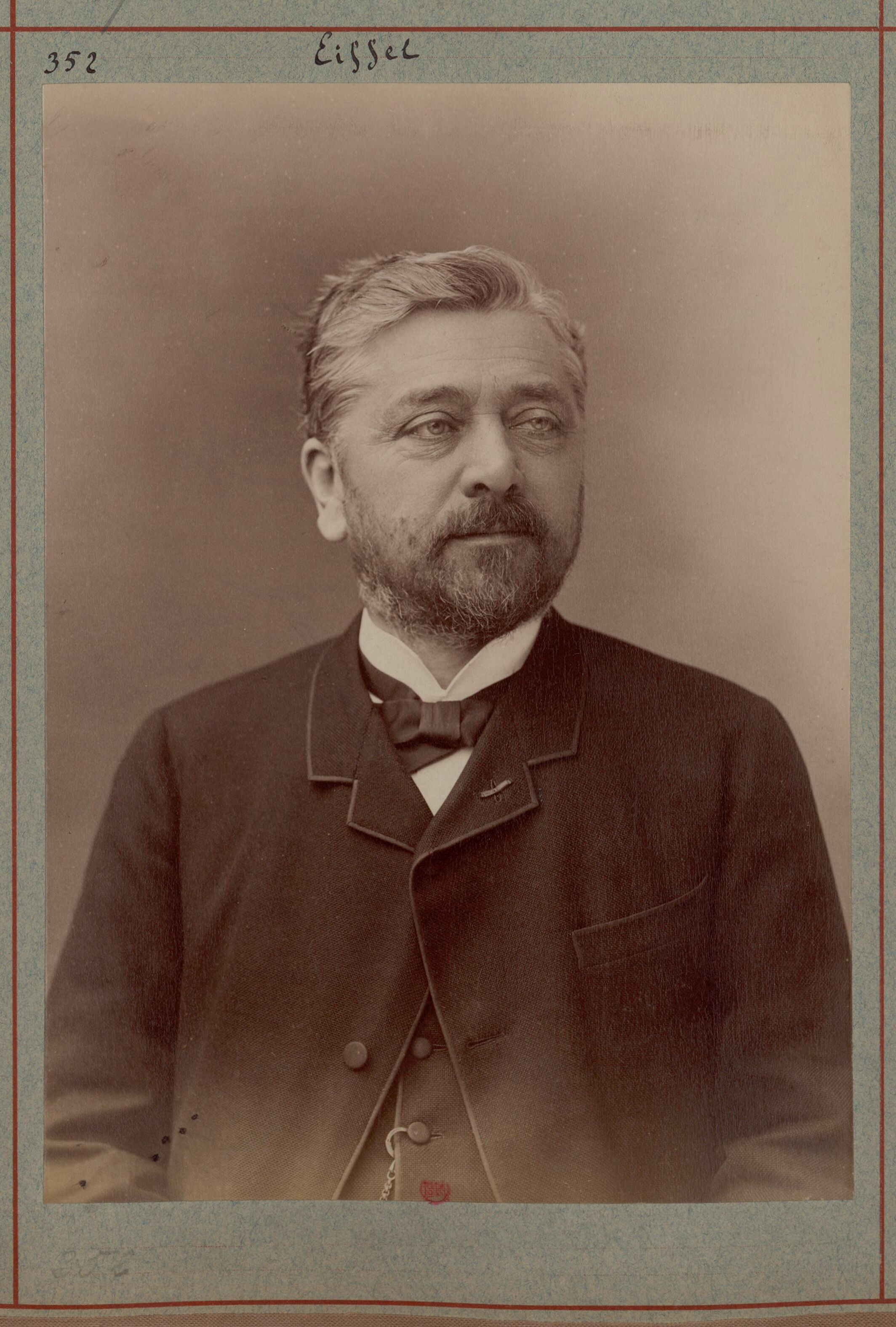
Gustave Eiffel († 27. prosince)

- 9. ledna – Katherine Mansfieldová, novozélandská spisovatelka (* 14. října 1888)
- 11. ledna – Konstantin I. Řecký, řecký král (* 2. srpna 1868)
- 12. ledna – Marc Ferrez, brazilský fotograf (* 7. prosince 1843)
- 23. ledna – Max Nordau, maďarský sionistický vůdce, lékař a spisovatel (* 29. července 1849)
- 31. ledna – Eligiusz Niewiadomski, polský malíř (* 1. prosince 1869)
- 1. února
  - Andrej Černiansky, slovenský redaktor a publicista (* 12. října 1841)
  - Ernst Troeltsch, německý protestantský teolog a sociolog (* 17. února 1865)
- 5. února
  - Erich von Kielmansegg, předlitavský státní úředník a politik (* 13. února 1847)
  - Konrad Eubel, německý mnich a historik (* 19. ledna 1842)
- 6. února – Edward Emerson Barnard, americký astronom (* 16. prosince 1857)
- 10. února – Wilhelm Conrad Röntgen, německý fyzik (* 27. března 1845)
- 19. února
  - Gerónimo Giménez, španělský hudební skladatel a dirigent (* 10. října 1854)
  - Ivan Tavčar, slovinský spisovatel, právník a politik (* 28. září 1851)
- 20. února – Damdin Süchbátar, vůdce Mongolské národní revoluce (* 2. února 1893)
- 22. února – Théophile Delcassé, francouzský politik (* 1. března 1852)
- 24. února – Edward Morley, americký fyzik a chemik (* 29. ledna 1838)
- 5. března – Dora Pejačević, chorvatská šlechtična a hudební skladatelka (* 10. září 1885)
- 8. března
  - Johannes Diderik van der Waals, nizozemský fyzik, nositel Nobelovy ceny (* 23. listopadu 1837)
  - Krišjānis Barons, lotyšský spisovatel, sběratel lidových písní (* 31. října 1835)
- 16. března – Milena Vukotić – černohorská kněžna a královna (* 4. května 1847)
- 23. března – Hovhannes Tumanjan, arménský spisovatel (* 19. února 1869)
- 26. března – Sarah Bernhardt, francouzská divadelní herečka (* 22. října 1844)
- 27. března – Sir James Dewar, skotský chemik a fyzik (* 20. září 1842)
- 2. dubna– Michel Théato, lucemburský běžec, olympijský vítěz (* 22. března 1878)
- 4. dubna
  - Julij Osipovič Martov, ruský politik a žurnalista (* 24. listopadu 1873)
  - John Venn, anglický matematik, logik a filosof (* 4. srpna 1834)
- 5. dubna – George Herbert, 5. hrabě z Carnarvonu, britským šlechtic a egyptolog (* 26. června 1866)
- 16. dubna – Dagobert Peche, rakousky designér (* 3. dubna 1887)
- 17. dubna – Marie Festeticsová, první dvorní dáma rakouské císařovny Sissi (* 20. října 1839)
- 21. dubna – Karl Marek, ministr financí Předlitavska (* 5. února 1860)
- 23. dubna – Luisa Pruská, pruská princezna, členka dynastie Hohenzollernů (* 3. prosince 1838)
- 24. dubna – Vilém Arnošt Sasko-Výmarsko-Eisenašský, poslední velkovévoda sasko-výmarsko-eisenašský (* 10. června 1876)
- 29. dubna – Ernst von Plener, předlitavský politik (* 18. října 1841)
- 30. dubna – Louis Léger, francouzský spisovatel a slavista (* 13. ledna 1843)
- 13. května – Robert Siercke, rakouský automobilový závodník, motocyklista a cyklista (* 9. března 1870)
- 16. května – Ernst Kohlrausch, německý sportovní vědec, chronofotograf (* 26. listopadu 1850)
- 21. května – Ferdinand Walsin-Esterházy, francouzský důstojník a špion (* 16. prosince 1847)
- 25. května – Josef Neumayer, poslanec a starosta Vídně (* 17. března 1844)
- 31. května – Walter Kadow, německý komunista (* 1863)
- 9. června – Helena Britská, členka britské královské rodiny (* 25 . května 1846)
- 10. června – Pierre Loti, francouzský námořník a spisovatel (* 14. ledna 1850)
- 14. června
  - Aleksandar Stambolijski, bulharský premiér (* 1. března 1879)
  - Leo von Bilinski, předlitavský šlechtic a politik (* 15. června 1846)
- 15. června – Jozef Ľudovít Holuby, slovenský protestantský kazatel, botanik, spisovatel a národní buditel (* 25. března 1836)
- 20. června – Pavel Kurlov, ruský generál a politik (* 5. ledna 1860)
- 25. června – Asen Chalačev, bulharský politik (* 28. prosince 1889)
- 10. července – Witold Korytowski, předlitavský politik (* 8. srpna 1850)
- 15. července – Semjon Zinovjevič Alapin, ruský šachový mistr (* 19. listopadu 1856)
- 20. července – Pancho Villa, generál mexické revoluce (* 5. června 1878)
- 22. července – Morris Rosenfeld, americký židovský básník (* 28. prosince 1862)
- 28. července – Flora Murrayová, skotská průkopnice medicíny a sufražetka (* 8. května 1869)
- 1. srpna – Julius von Blaas, italský malíř (* 22. srpna 1845)
- 2. srpna – Warren G. Harding, americký prezident (* 2. listopadu 1865)
- 3. srpna – Béla Gerster, uherský inženýr a stavitel (* 20. října 1850)
- 5. srpna – Vatroslav Jagić, chorvatský slavista (* 6. července 1838)
- 6. srpna – Jozef Agnelli, slovenský kněz a šlechtitel (* 23. února 1852)
- 19. srpna – Vilfredo Pareto, italský ekonom (* 15. července 1848)
- 29. srpna – Georg Marco, rakouský šachista (* 29. listopadu 1863)
- 9. září – Hermes da Fonseca, brazilský voják a politik (* 12. května 1855)
- 23. září – John Morley, britský politik, spisovatel (* 24. prosince 1838)
- 28. září – Ferdinand Hanusch, ministr rakouských vlád a autor sociální reformy (* 9. listopadu 1866)
- 26. října – Charles Proteus Steinmetz, německo-americký matematik a elektroinženýr (* 9. dubna 1865)
- 28. října – Stojan Protić, srbský politik a novinář (* 16. ledna 1857)
- 30. října – Andrew Bonar Law, britský premiér (* 16. září 1858)
- 9. listopadu
  - Max von Scheubner-Richter, německý diplomat (* 21. ledna 1884)
  - Oskar Körner, nacista zastřelený za Pivnicového puče (* 4. ledna 1875)
- 2. prosince – Tomás Bretón, španělský dirigent a hudební skladatel (* 29. prosince 1850)
- 4. prosince
  - Maurice Barrès, francouzský spisovatel, novinář a politik (* 19. srpna 1862)
  - Naciye Hanım, manželka osmanského sultána Abdulhamida II. (* 1882)
- 13. prosince – Théophile Alexandre Steinlen, švýcarský malíř a grafik (* 10. listopadu 1859)
- 24. prosince
  - Alexandr Sergejevič Nevěrov, ruský spisovatel (* 12. prosince 1886)
  - Gunnar Nordström, finský teoretický fyzik (* 12. března 1881)
- 27. prosince – Gustave Eiffel, francouzský konstruktér a architekt (* 15. prosince 1832)
- 31. prosince – Édouard Jean-Marie Stephan, francouzský astronom (* 31. srpna 1837)
- ? – Walston Caselton, britský fotograf (* 1844)
- ? – Jean Geiser, švýcarský fotograf (* 1848)
- ? – James Lafayette, irský fotograf (* 1853)
- ? – Kózaburó Tamamura, japonský fotograf (* 1856)
- ? – William Willis, britský fotograf, vynálezce (* 1841)

## Hlava státu
- Austrálie – předseda vlády William M. Hughes
- Československo – Tomáš Garrigue Masaryk
- Francie – Raymond Poincaré
- Kanada – předseda vlády W. L. Mackenzie
- Německo – Wilhelm Cuno
- USA – Warren G. Harding, pak Calvin Coolidge
- Velká Británie – George / Jiří V.
- Litva – Aleksandras Stulginskis
- Japonsko – Císař Taišó